# Mézilles
Mézilles est une commune française située en Puisaye dans le département de l'Yonne en région Bourgogne-Franche-Comté.
La commune, dotée d'un territoire de taille importante,  possède un patrimoine naturel remarquable avec quatre  zones naturelles d'intérêt écologique, faunistique et floristique et un site d'intérêt communautaire (SIC) Natura 2000.

## Géographie

### Localisation
Mézilles est un village de Puisaye jouxtant par le nord-est Saint-Fargeau et situé à 41 km à vol d'oiseau à l'est de Gien, 46 km au sud-est de Montargis, 10 km au sud-ouest de Toucy et 32 km d'Auxerre, 51 km au nord-ouest de Vézelay et 37 km de Clamecy.
Il se trouve dans la zone d'emploi d'Auxerre et le bassin de vie de Toucy.

### Communes limitrophes
Les communes limitrophes sont Tannerre-en-Puisaye, Dracy, Fontaines, Ronchères, Saint-Fargeau et Saint-Sauveur-en-Puisaye.

### Géologie et relief
La superficie de la commune est de 52,42 km2 ; son altitude varie de 191  à   286 mètres.
Terrain du crétacé supérieur, à base de craie.

### Hydrographie

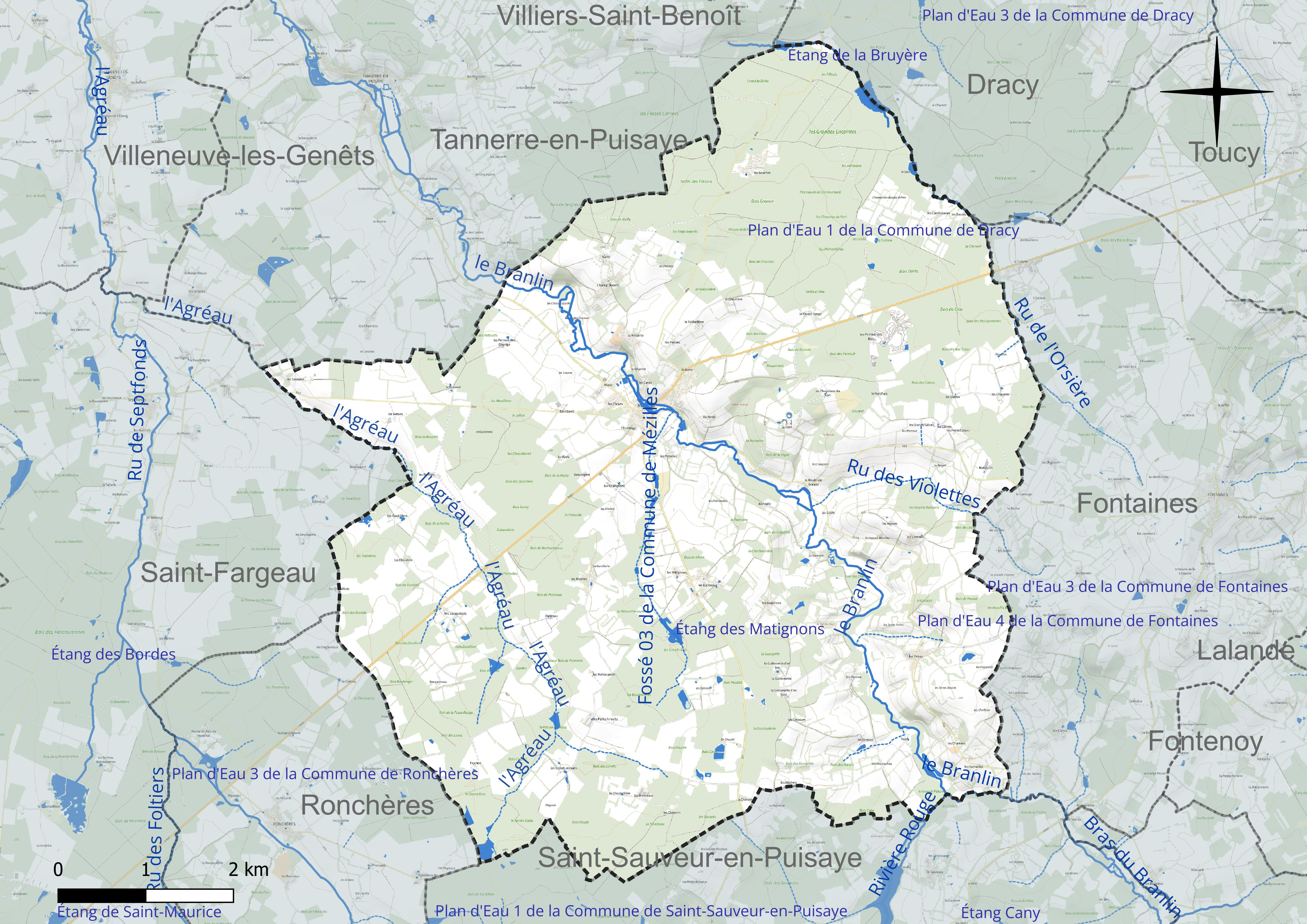
Carte hydrographique de la commune.

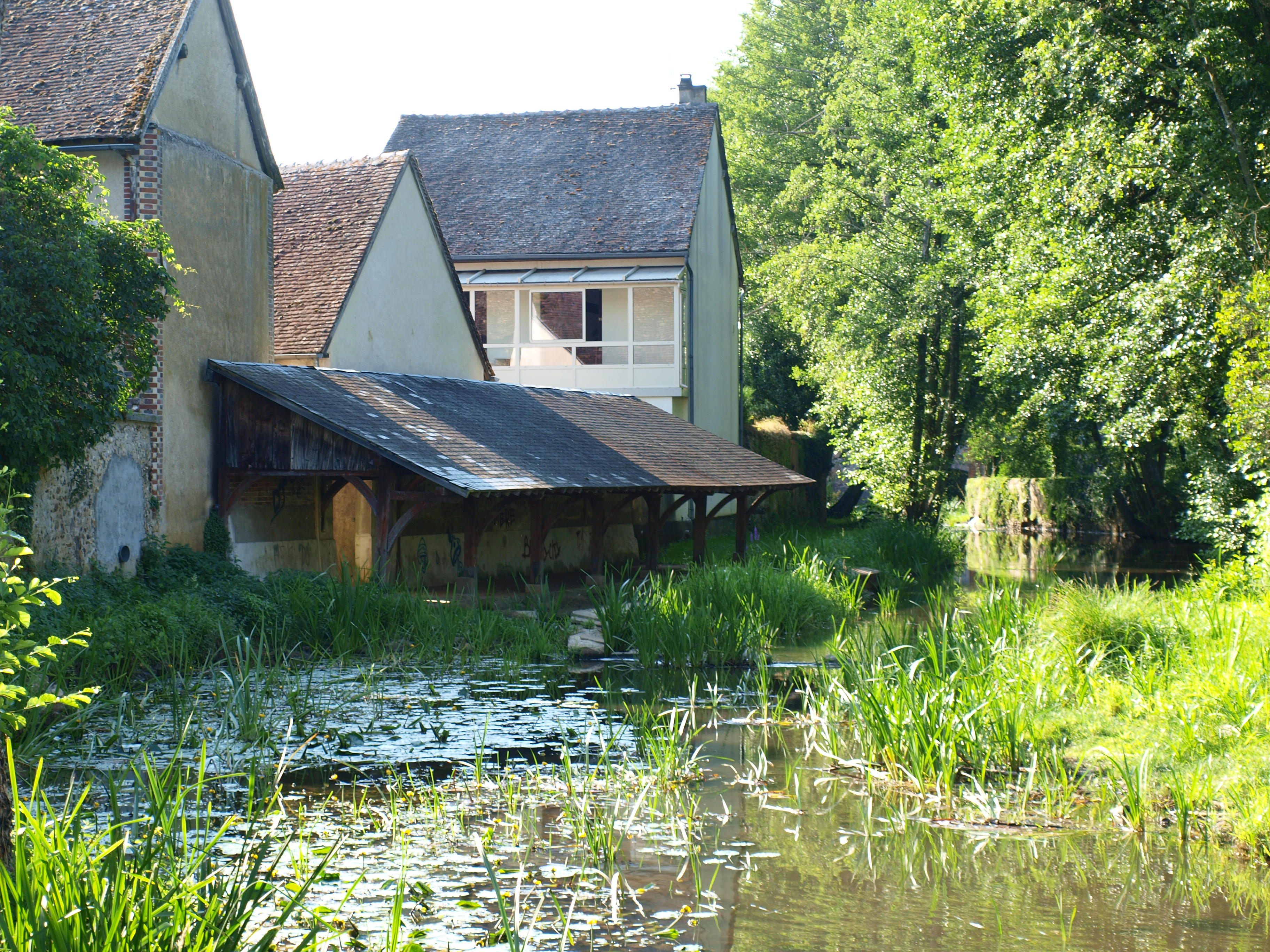
Le Branlin vu de la RD 965,
bras le plus proche du centre-ville

Mézilles est traversé par le Branlin, un affluent de l'Ouanne, et donc un sous-affluent de la Seine par le Loing, du sud-est au nord-ouest, arrosant le bourg.
À Vessy, il reçoit un petit ru en rive gauche venant d'un bois au nom évocateur de bois des Marais et qui longe l'étang des Brosses de 44 ares. Son affluent le ru des Violettes, venant de Fontaines à l'est, le rejoint au Moulin de Bertoin.
Le Branlin a bénéficié de travaux de restauration de sa continuité écologique, qui ont redonné au Branlin du courant et aux poissons de l’oxygène au début des années 2020,. Autrefois, des moulins recevaient leur force motrice de la rivière.
L'Agréau prend source dans le sud-ouest de la commune, en deux branches de 1,4 et 1,3 km respectivement, réunies à l'étang des Fous. Il parcourt ensuite encore 3,4 km sur la commune avant de passer sur celle de Saint-Fargeau, trajet pendant lequel il reçoit deux petits rus en rive gauche.
Sur son seul parcours et dans ses environs immédiats, on trouve pas moins de 18 pièces d'eau de plus de 20 ares, dont le plus grand étang, celui du Ferrier Cadu, atteint plus de 3 ha.
L'ensemble des cours d'eau sur la commune atteint ainsi plus de 30 km, à quoi il faut ajouter les nombreux étangs et zones humides.
La Gaule mézilloise est l'association de pêche de la commune.

### Climat
Pour des articles plus généraux, voir Climat de la Bourgogne-Franche-Comté et Climat de l'Yonne.
En 2010, le climat de la commune est de type climat océanique dégradé des plaines du Centre et du Nord, selon une étude du Centre national de la recherche scientifique s'appuyant sur une série de données couvrant la période 1971-2000. En 2020, Météo-France publie une typologie des climats de la France métropolitaine dans laquelle la commune est exposée à un climat océanique altéré et est dans la région climatique Centre et contreforts nord du Massif Central, caractérisée par un air sec en été et un bon ensoleillement.
Pour la période 1971-2000, la température annuelle moyenne est de 10,5 °C, avec une amplitude thermique annuelle de 15,7 °C. Le cumul annuel moyen de précipitations est de 790 mm, avec 12,1 jours de précipitations en janvier et 7,6 jours en juillet. Pour la période 1991-2020, la température moyenne annuelle observée sur la station météorologique de Météo-France la plus proche, « Moutiers_sapc », sur la commune de Moutiers-en-Puisaye à 10 km à vol d'oiseau, est de 11,0 °C et le cumul annuel moyen de précipitations est de 870,3 mm. 
La température maximale relevée sur cette station est de 41,3 °C, atteinte le 25 juillet 2019 ; la température minimale est de −20,2 °C, atteinte le 6 janvier 1971,,.
Les paramètres climatiques de la commune ont été estimés pour le milieu du siècle (2041-2070) selon différents scénarios d'émission de gaz à effet de serre à partir des nouvelles projections climatiques de référence DRIAS-2020. Ils sont consultables sur un site dédié publié par Météo-France en novembre 2022.

### Milieux naturels et biodiversité
La commune compte quatre zones naturelles d'intérêt écologique, faunistique et floristique (ZNIEFF) :
- la ZNIEFF de la vallée du Branlin de Saints à Malicorne, totalisant 2 464 ha répartis sur les territoires de huit communes[Note 2]. Elle vise les habitats d'eaux courantes (milieu déterminant) et on retrouve les mêmes habitats que pour la ZNIEFF de la vallée de l'Ouanne de Toucy à Douchy, mais les prairies améliorées sont remplacées par des prairies humides et mégaphorbiaies[13] ;
- la ZNIEFF des étangs, bocages, landes et forêts de Puisaye entre Loing et Branlin, 11 699 ha répartis sur douze communes[Note 3], vise particulièrement les habitats d'eaux douces stagnantes (milieu déterminant) ; les autres habitats présents dans cette ZNIEFF sont des eaux courantes, landes, fruticées, pelouses, prairies humides et mégaphorbiaies, tourbières, marais, bocages et bois[14] ;
- la ZNIEFF des landes de Saint-Sauveur et Mézilles, étang de Tue-Chien, 399 ha partagés entre Fontaines, Mézilles et Saint-Sauveur, cible les landes, fruticées, pelouses et prairies (milieux déterminants). Cette zone inclut aussi des eaux douces stagnantes et des forêts[15] ;
- la ZNIEFF de la tourbière du Saussoy, 24 ha partagés entre Mézilles, Moutiers et Saint-Sauveur, cible les tourbières et marais (milieux déterminants)[16].

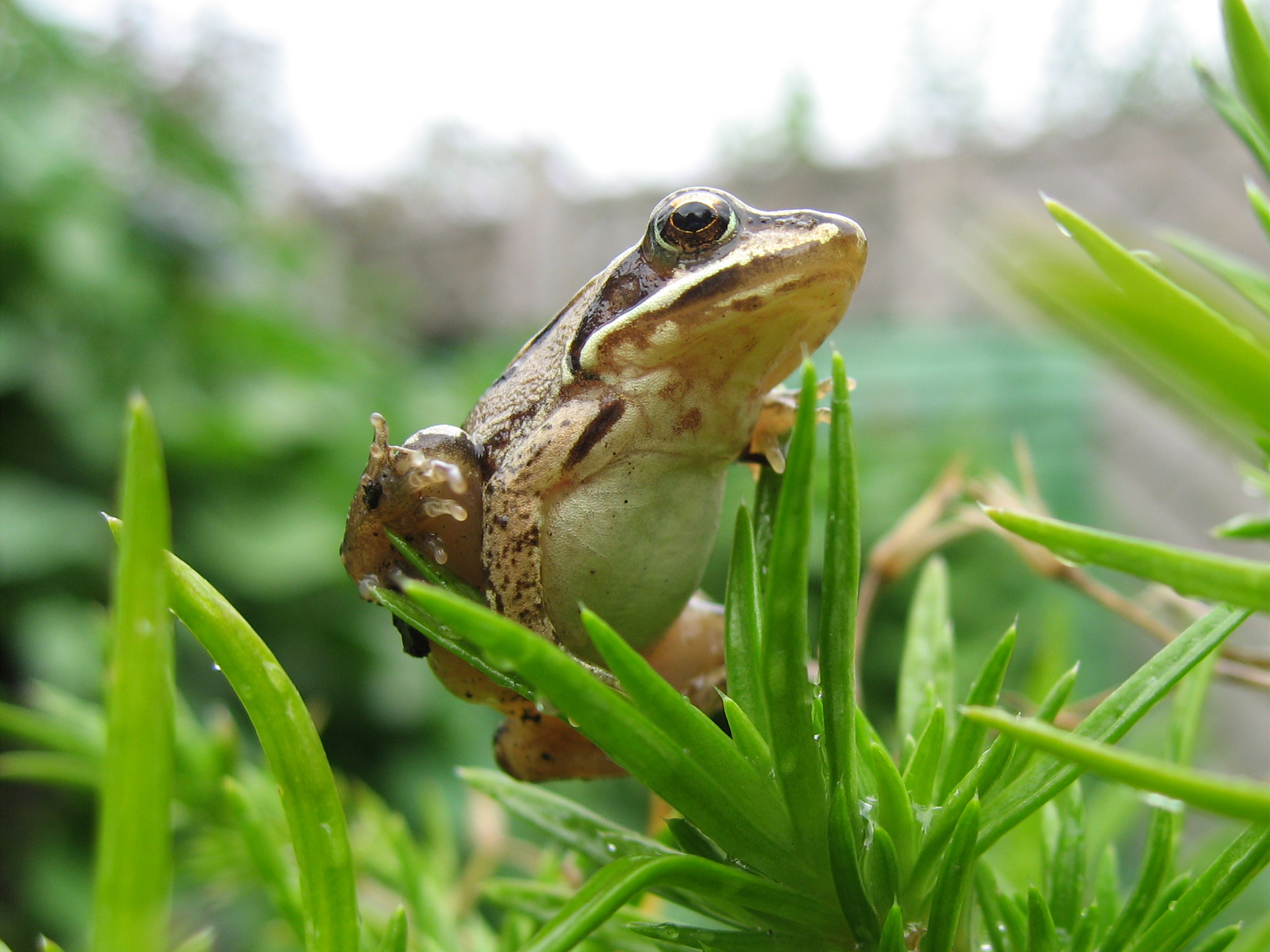
Grenouille agile

Depuis 2013, la commune comprend aussi un site d'intérêt communautaire (SIC) Natura 2000 dans le cadre de la directive « Habitat » : le SIC des tourbières, marais et forêts alluviales de la vallée du Branlin, soit 47 ha dont 44 % de prairies semi-naturelles humides et prairies mésophiles améliorées, 40 % de forêts caducifoliées, 15 % de marais (végétation de ceinture), bas-marais (vers les Proux, sur Mézilles) et tourbières, et 1 % d'eaux douces (stagnantes ou courantes). La tourbière du Saussois, sur Mézilles, associe sur un espace relativement restreint une mosaïque de groupements végétaux divers d'intérêt communautaire : des tourbières à sphaignes comblées, non comblées et boisées, des prairies de fauche inondables, des prairies humides marécageuses à grandes herbes, une forêt de bord des eaux à aulne. On y trouve entre autres la petite grenouille agile, le lézard des souches et le lézard des murailles, trois espèces inscrites sur la liste rouge nationale, sur les annexes IV et V (directives « Habitat »), et relevant de conventions internationales.

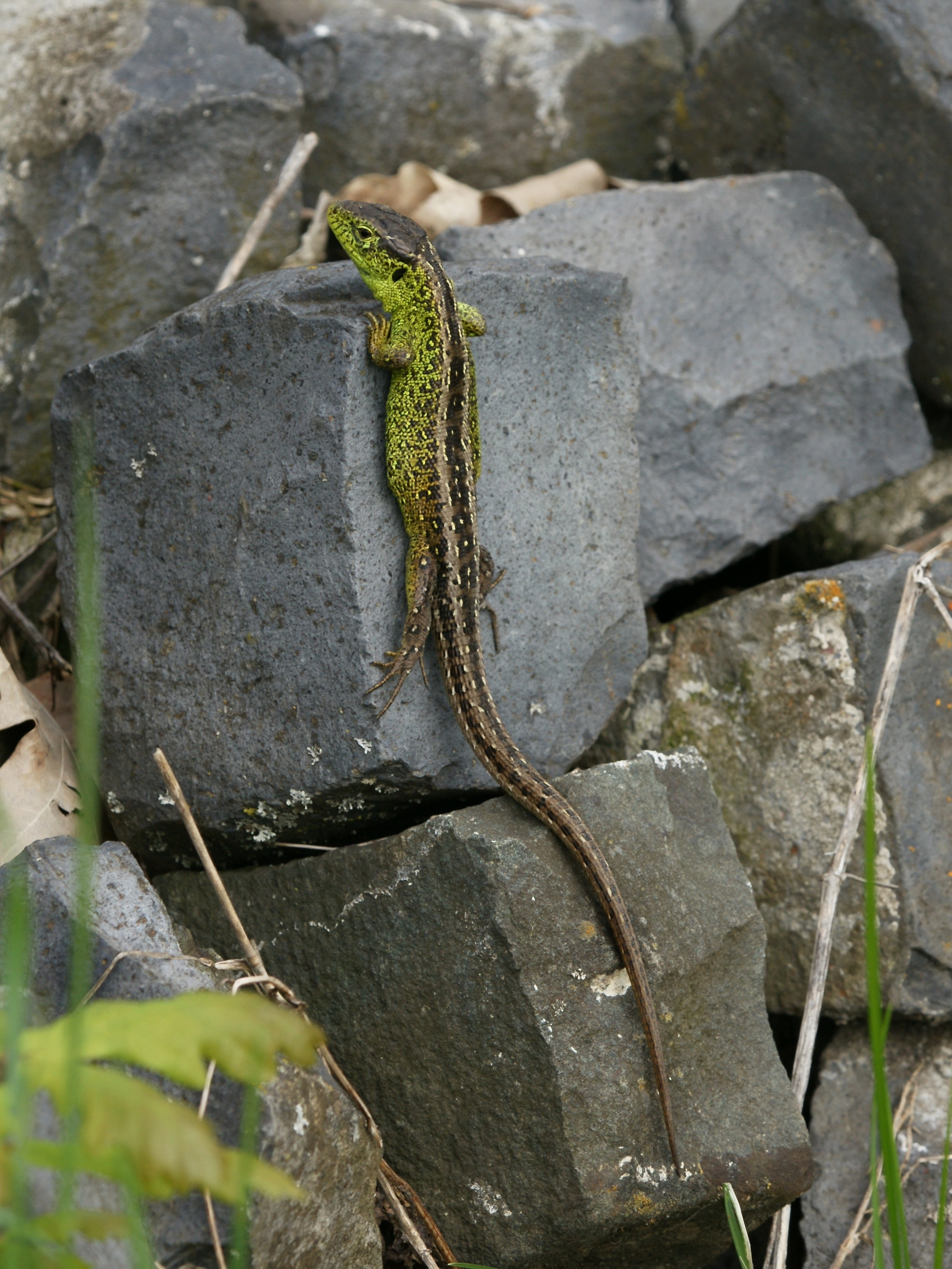
Lézard des souches
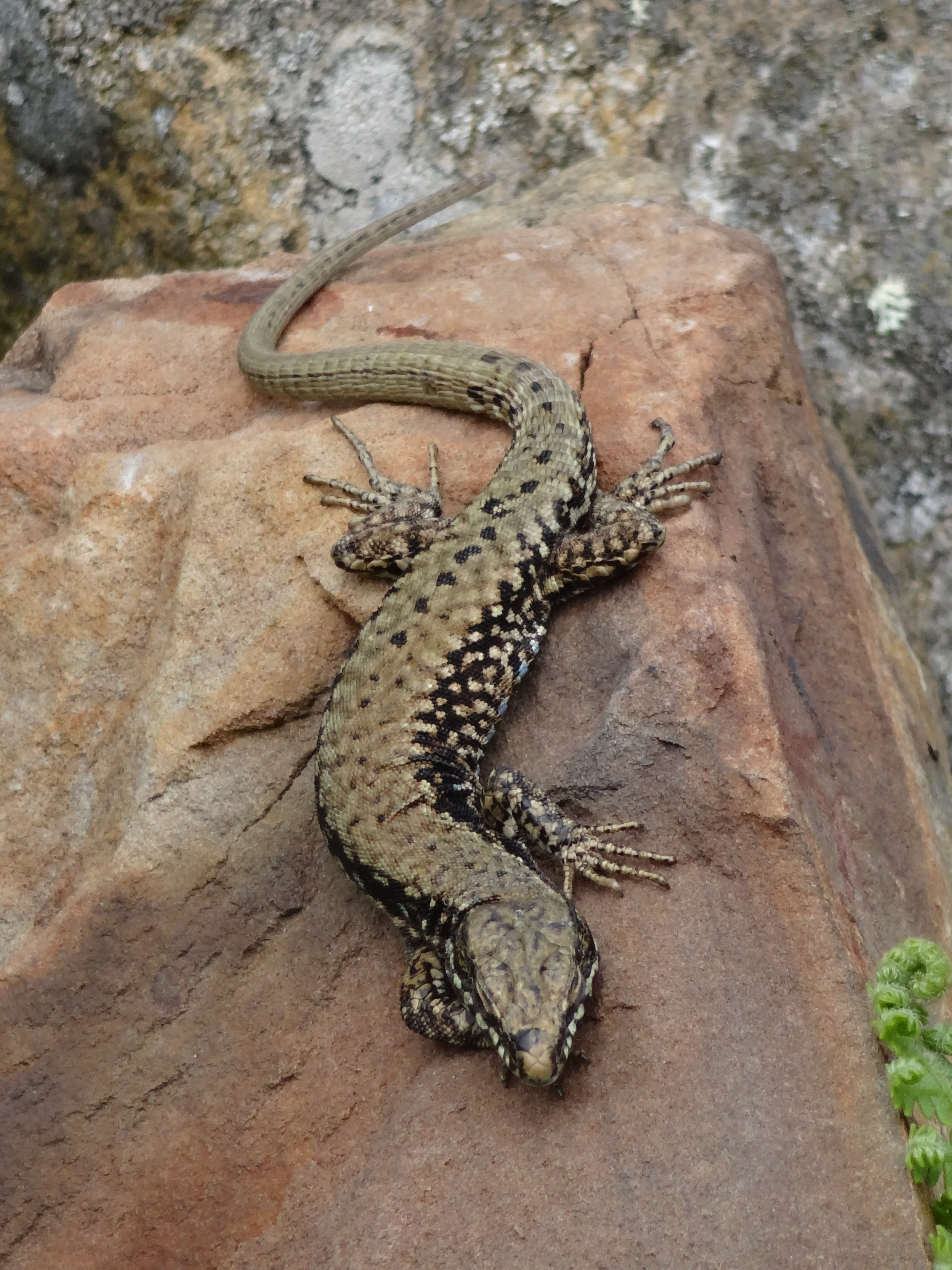
Lézard des murailles
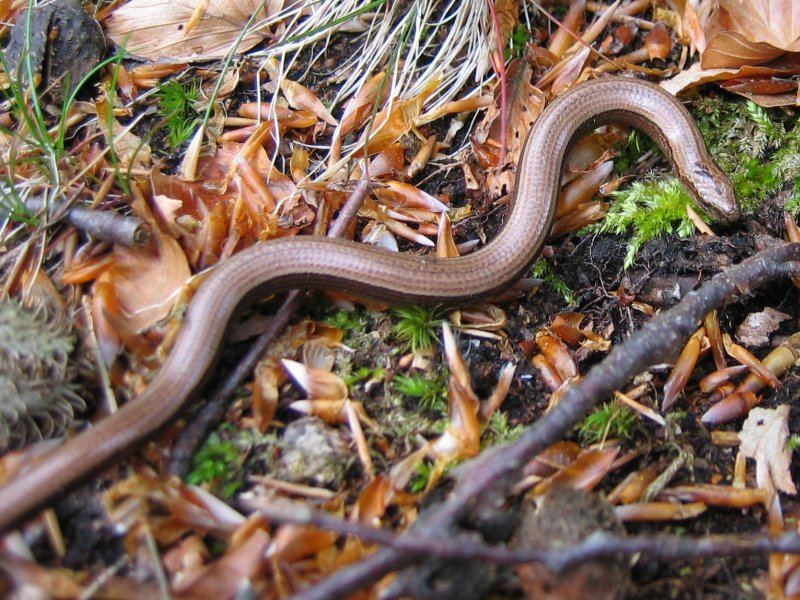
Orvet
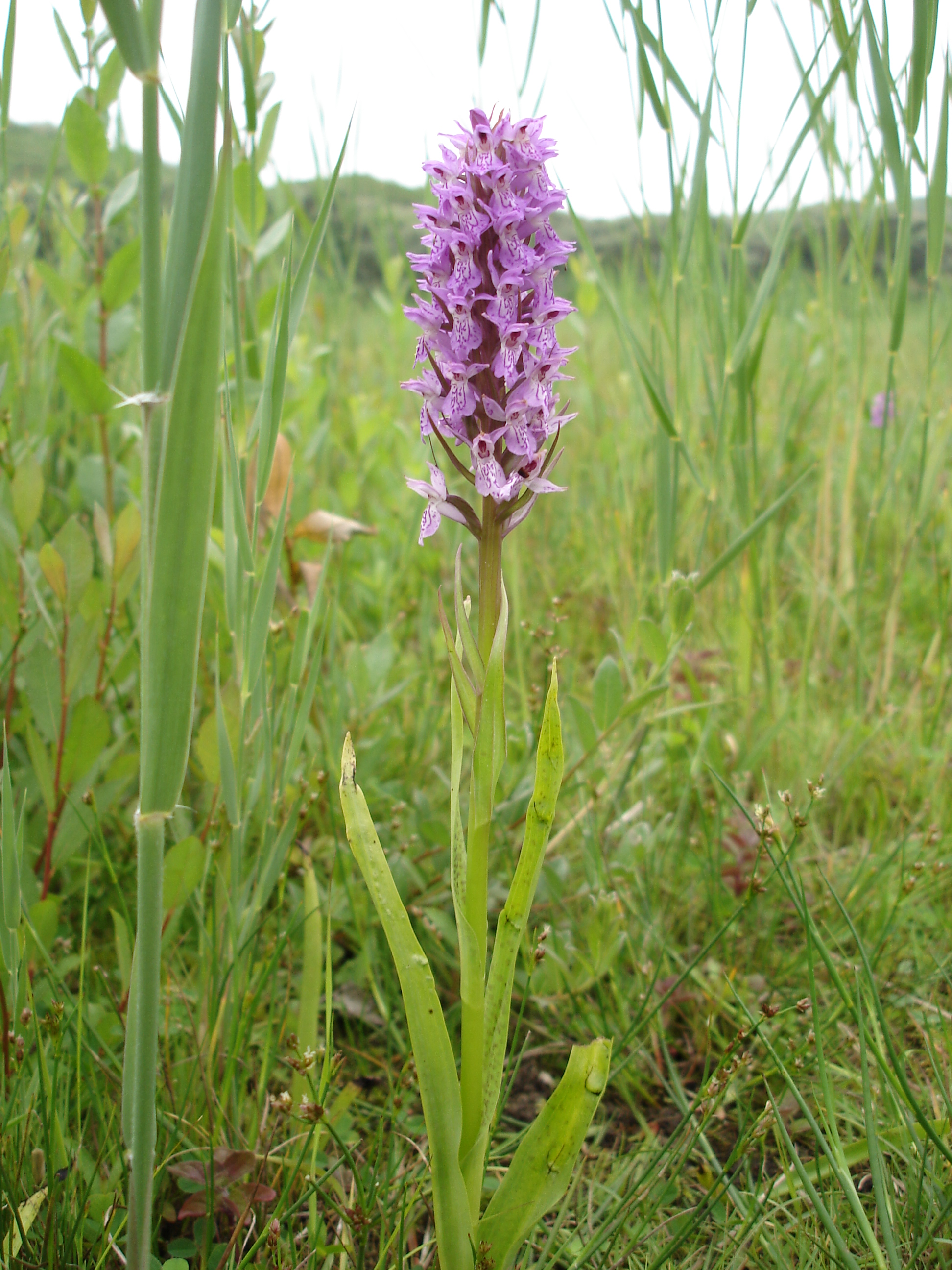
Orchis incarnat

Enfin, un Conservatoire d'espaces naturels a acquis 7,78 ha du marais des Comailles sur les territoires des communes de Fontaines, Mézilles et Saint-Sauveur ; et 14,68 ha vers Les Proux.

## Urbanisme

### Typologie
Au 1er janvier 2024, Mézilles est catégorisée commune rurale à habitat dispersé, selon la nouvelle grille communale de densité à sept niveaux définie par l'Insee en 2022.
Elle est située hors unité urbaine et hors attraction des villes,.

### Occupation des sols

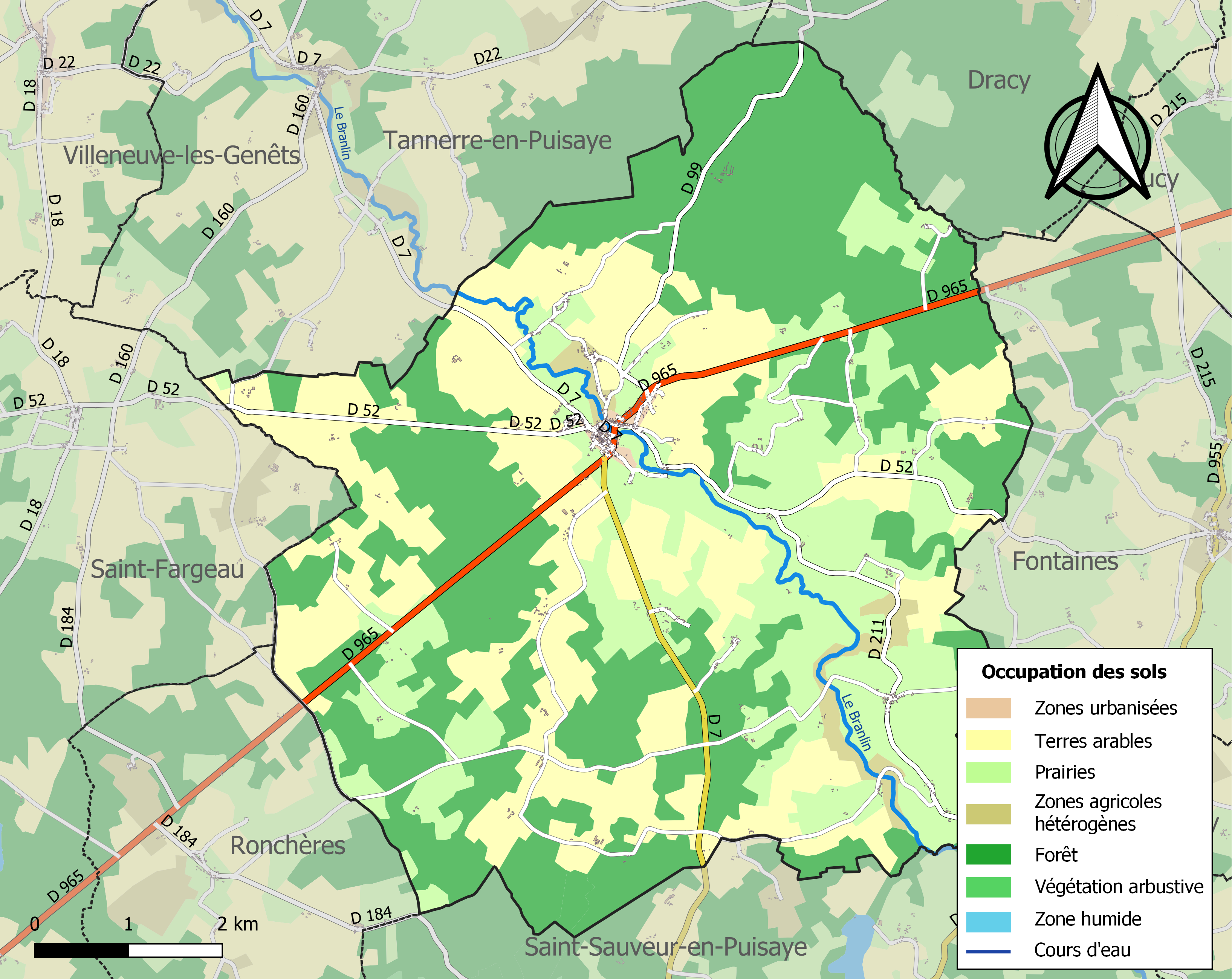
Carte des infrastructures et de l'occupation des sols de la commune en 2018 (CLC).

L'occupation des sols de la commune, telle qu'elle ressort de la base de données européenne d’occupation biophysique des sols Corine Land Cover (CLC), est marquée par l'importance des territoires agricoles (56,7 % en 2018), une proportion identique à celle de 1990 (56,7 %). La répartition détaillée en 2018 est la suivante : 
forêts (42,8 %), terres arables (28,8 %), prairies (26,1 %), zones agricoles hétérogènes (1,8 %), zones urbanisées (0,5 %). L'évolution de l’occupation des sols de la commune et de ses infrastructures peut être observée sur les différentes représentations cartographiques du territoire : la carte de Cassini (XVIIIe siècle), la carte d'état-major (1820-1866) et les cartes ou photos aériennes de l'IGN pour la période actuelle (1950 à aujourd'hui).

### Lieux-dits, hameaux et écarts
La commune compte environ 70 hameaux habités.
Les lieux-dits suivis d'une astérisque sont situés à l'écart de la route indiquée.
A
- Les Annins,                Rte des Arreaux (de la D 7 vers Saint-Sauveur)
- Les Grands Arreaux,        Rte des Arreaux (de la D 7 vers Saint-Sauveur)
- Les Petits Arreaux,        Rte des Arreaux (de la D 7 vers Saint-Sauveur)
- Les Aubues*,               Rte de Fontaines (D 52)

B
- Beauregard,                Rte de Saint-Fargeau (D 965)
- Les Berthes*,              Rte de Saint-Fargeau (D 965)
- Les Betons*,               Rte de Septfonds (D 52)
- Boussicreux*,              Rte de Saint-Fargeau (D 965)

C
- Les Câlons*,               Rte de Fontaines (D 52)
- Les Caves,                 Rte de la Métairie
- Les Champions*,            Rte de Saint-Sauveur (D 7) (Rte des Arreaux)
- Le Charme,                 Rte de la Métairie
- Les Chartiers,             Rte de Saint-Sauveur (D 7)
- Les Chaudins*,             Rte de Saint-Fargeau (D 965)
- Les Chaumes*,              Rte de Fontaines (D 52)
- La Chênaie*,               Rte de Saint-Sauveur (D 7)
- La Choutardière*,          Rte de Saint-Sauveur (D 7)
- La Choutière,              Rte des Plesses (ancnne rte de Dracy)
- Les Choutières du Fort*,   Rte de Toucy (D 965)
- Les Comailles*,            Rte de Saints (D 211)

D
- Les Dalibeaux,             Rte de Saint-Sauveur (D 7)
- Les Dourus*,               Rte de Saint-Sauveur (D 7)

F
- La Fausse Sauge*,          Rte de Toucy (D 965)
- Les Fleurs,                Rte de Tannerre-en-Puisaye (D 7)

G
- La Garellerie,             Rte des Arreaux (de la D 7 vers Saint-Sauveur)
- Les Gauthiers*,            Rte de Saint-Fargeau (D 965)
- Les Gelées*,               Rte de Fontaines (D 52)
- Les Gilots*,               Rte de Saints (D 211)
- La Guillemette d'En-Bas*,  Rte de Saint-Sauveur (D 7)
- La Guillemette d'En-Haut*, Rte de Saint-Sauveur (D 7)
- Les Grenons,               Rte de Saints (D 211)

J
- Les Jacquetats,            Rte de Saint-Fargeau (D 965)
- Juchepie*,                 Rte de Fontaines (D 52)

M
- Les Mahougeots,            Rte des Arreaux (de la D 7 vers Saint-Sauveur)
- La Maison Blanche*,        Rte de Saints (D 211)
- Malaquin*,                 Rte de Fontaines (D 52)
- Les Manceaux*,             Rte de Saint-Sauveur (D 7)
- Le Marchais*,              Rte de Fontaines (D 52)
- Les Matignons,             Rte de Saint-Sauveur (D 7)
- La Métairie,               Rte de la Métairie
- Mizier,                    Rte de Tannerre-en-Puisaye (D 7)
- La Motte*,                 Rte de Saint-Fargeau (D 965)
- Le Moulin de Bertoin*,     Rte de Fontaines (D 52)
- Le Moulin Grenon*,         Rte de la Métairie

P
- Palereau,                  Rte des Arreaux (de la D 7 vers Saint-Sauveur)
- Les Perrault des Champs*,  Rte de Tannerre-en-Puisaye (D 7)
- Les Pimolles,              Rue des Pimolles (sud du bourg)
- Le Pressoir*,              Rte de Septfonds (D 52)
- Les Proux*,                Rte de Saints (D 211)

R
- Les Rivières,              Rte des Arreaux (de la D 7 vers Saint-Sauveur)
- Les Rochers*,              Rte de Saint-Sauveur (D 7)
- Les Plesses,               Rte des Plesses (ancnne rte de Dracy)

S
- Saimbault*,                Rte de Septfonds (D 52)
- Les Saussois*,             Rte de Septfonds (D 52)
- Les Souches*,              Rte de Villiers-Saint-Benoît (D 99)
- Les Soupirons*,            Rte de Saint-Sauveur (D 7)

T
- La Talifardière,           Rte des Plesses (ancnne rte de Dracy)
- Truchon*,                  Rte des Arreaux (de la D 7 vers Saint-Sauveur)

V
- La Varenne*,               Rte de Saints (D 211)
- Vessy*,                    Rte de Saints (D 211)

### Habitat et logement
En 2021, le nombre total de logements dans la commune était de 438, alors qu'il était de 433 en 2016 et de 421 en 2011.
Parmi ces logements, 63,4 % étaient des résidences principales, 26,4 % des résidences secondaires et 10,2 % des logements vacants. Ces logements étaient pour 91,3 % d'entre eux des maisons individuelles et pour 8,2 % des appartements.
Le tableau ci-dessous présente la typologie des logements à Mézilles en 2021 en comparaison avec celle de l'Yonne et de la France entière. Une caractéristique marquante du parc de logements est ainsi une proportion de résidences secondaires et logements occasionnels (26,4 %) supérieure à celle du département (10,6 %) et à celle de la France entière (9,7 %).
| Typologie                                               | Mézilles | Yonne | France entière |
| ------------------------------------------------------- | -------- | ----- | -------------- |
| Résidences principales (en %)                           | 63,4     | 77,5  | 82,2           |
| Résidences secondaires et logements occasionnels (en %) | 26,4     | 10,6  | 9,7            |
| Logements vacants (en %)                                | 10,2     | 11,8  | 8,1            |

### Voies de communication et transports

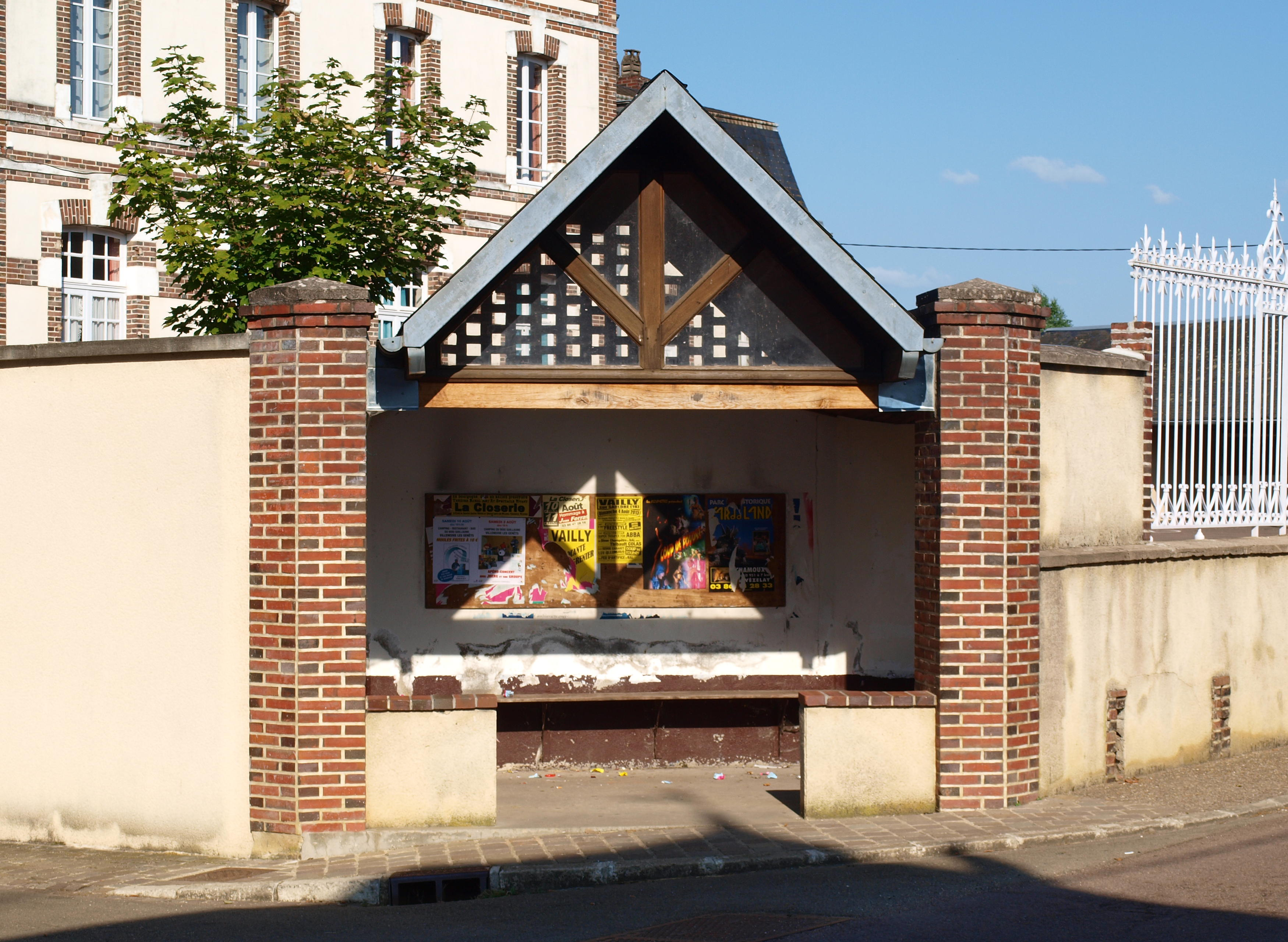
L'abribus

La commune est desservie par 40 km de routes et de nombreux chemins. La route principale est l'ancienne route nationale 65 (actuelle RD 965) de Saint-Fargeau (plus loin Bonny-sur-Loire) à Toucy (plus loin Auxerre), qui suit à peu près le tracé d'une voie de l'Antiquité (voir les articles Voies romaines en Gaule et Gallo-romains).
La RD 7 de Champignelles à Saint-Sauveur, et la RD 52 de Fontaines à Saint-Privé. Les RD 211 vers Saints et RD 99 vers Villiers-Saint-Benoît, complètent le réseau routier menant au-delà de la commune.
La ligne N° 3 de l'opérateur Voyages 2000 pour TransYonne, qui dessert Mézilles, relie Saint-Fargeau, Toucy et Auxerre.

## Toponymie
La localité est connue au Ve siècle sous le nom de Miciglae ou Miciglis

## Histoire

### Préhistoire et antiquité
Très importants centres de production de fer en bas-fourneaux depuis le second âge du fer et pendant toute l'Antiquité. Du mobilier gaulois et gallo-romain en atteste, découvertes faites dans les nombreux ferriers (amas souvent gigantesques de résidus et scories de fer provenant du traitement du minerai de fer - le ferrier de Tannerre proche est l'un des plus grands d'Europe),,,.

### Moyen Âge
La localité est donnée par saint Germain, évêque d'Auxerre, au monastère de Saint-Côme qu'il avait fondé à Auxerre.
Siège d'une châtellenie appartenant aux seigneurs de Saint-Fargeau et relevant du château de Montargis[réf. souhaitée], elle est en 1450 la propriété de Jacques Cœur. Quand il est arrêté et ses biens confisqués en 1451, la seigneurie est récupérée par son plus grand persécuteur Antoine de Chabannes, qui met aussi la main sur nombre d'autres seigneuries des environs,. Geoffroy Cœur, fils de Jacques Cœur, récupère Mézilles et onze autres propriétés par lettres patentes de Louis XI du 7 septembre 1463 ; cependant Chabannes revenu en grâce peu après les lui conteste âprement.

### Époque contemporaine
Jusqu'aux années 1870, le Branlin ne pouvait être franchi par le gué du « Vieux Pont ».
La commune a été fusionnée avec l'ensemble de celles du canton de Saint-Fargeau en 1972, et est redevenue indépendante en 1976.

## Politique et administration

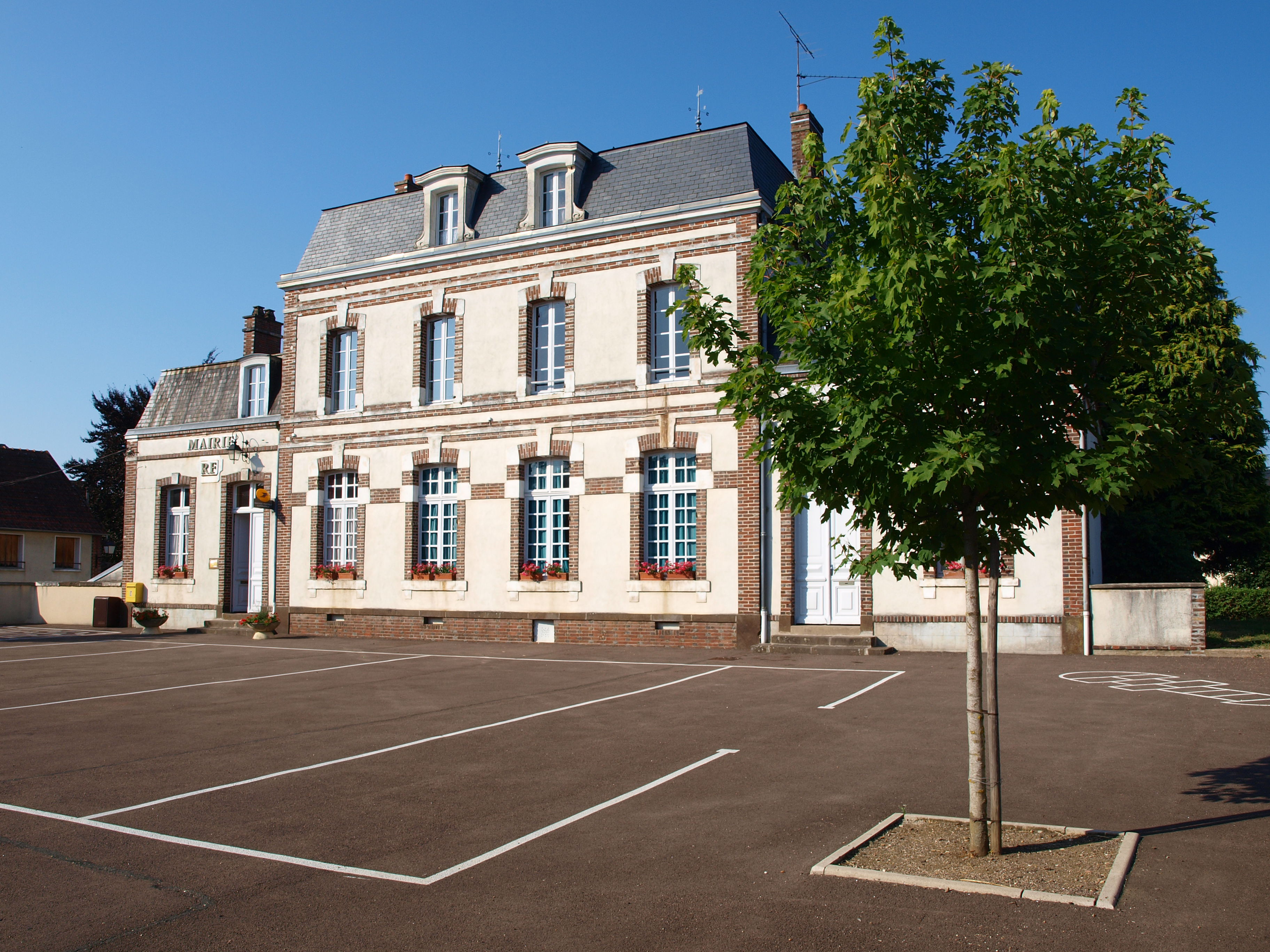
La mairie - école

### Rattachements administratifs et électoraux

#### Rattachements administratifs
La commune se trouve depuis 1926 dans l'arrondissement d'Auxerre du département de l'Yonne.
Après avoir été de 1793 à 1801 le chef-lieu d'un fugace canton de Mézille, elle faisait partie depuis lors du canton de Saint-Fargeau. Dans le cadre du redécoupage cantonal de 2014 en France, cette circonscription administrative territoriale a disparu, et le canton n'est plus qu'une circonscription électorale.

#### Rattachements électoraux
Pour les élections départementales, la commune fait partie depuis 2014 du canton de Cœur de Puisaye.
Pour l'élection des députés, elle fait partie de la première circonscription de l'Yonne.

### Intercommunalité
Mézilles était membre de la petite communauté de communes de la Puisaye Fargeaulaise, un établissement public de coopération intercommunale (EPCI) à fiscalité propre créé fin 2000 et auquel la commune avait transféré un certain nombre de ses compétences, dans les conditions déterminées par le code général des collectivités territoriales.
Conformément aux prescriptions de la loi de réforme des collectivités territoriales du 16 décembre 2010, qui a prévu le renforcement et la simplification des intercommunalités et la constitution de structures intercommunales de grande taille, celle-ci a fusionné avec ses voisines pour former, le 1er janvier 2013, la communauté de communes Cœur de Puisaye
Dans le cadre des dispositions de la loi portant nouvelle organisation territoriale de la République du 7 août 2015, qui prévoit que les établissements publics de coopération intercommunale (EPCI) à fiscalité propre doivent avoir un minimum de 15 000 habitants, une nouvelle fusion intervient avec deux autres intercommunalités voisines formant, le 1er janvier 2017, la communauté de communes de Puisaye-Forterre, dont est désormais membre la commune.

### Liste des maires
| Période                                  | Période                      | Identité           | Étiquette | Qualité                                  |
| ---------------------------------------- | ---------------------------- | ------------------ | --------- | ---------------------------------------- |
| Les données manquantes sont à compléter. |                              |                    |           |                                          |
| avant 1973                               | 1995                         | Désiré Gaufillet   | PS        |                                          |
| 1995                                     | 2001                         | Madeleine Maréchal | PS        |                                          |
| mars 2001                                | janvier 2023                 | Daniel Foin        | UMP → LR  | Ancien cadre                             |
| mars 2023                                | En cours (au 9 janvier 2024) | Michel Carré       |           | Chef d'entreprise de 10 salariés ou plus |

## Équipements et services publics

### Enseignement
L'école communale a fermé en 2018. Depuis, les enfants sont scolarisés à Saint-Fargeau.

## Population et société
Les habitants sont appelés les Mézillois.

### Démographie
L'évolution du nombre d'habitants est connue à travers les recensements de la population effectués dans la commune depuis 1793. Pour les communes de moins de 10 000 habitants, une enquête de recensement portant sur toute la population est réalisée tous les cinq ans, les populations de référence des années intermédiaires étant quant à elles estimées par interpolation ou extrapolation. Pour la commune, le premier recensement exhaustif entrant dans le cadre du nouveau dispositif a été réalisé en 2008.

En 2022, la commune comptait 516 habitants, en évolution de −9,15 % par rapport à 2016 (Yonne : −1,95 %, France hors Mayotte : +2,11 %).
| 1793  | 1800  | 1806  | 1821  | 1831  | 1836  | 1841  | 1846  | 1851  |
| ----- | ----- | ----- | ----- | ----- | ----- | ----- | ----- | ----- |
| 1 290 | 1 122 | 1 225 | 1 328 | 1 302 | 1 431 | 1 398 | 1 508 | 1 467 |

| 1856  | 1861  | 1866  | 1872  | 1876  | 1881  | 1886  | 1891  | 1896  |
| ----- | ----- | ----- | ----- | ----- | ----- | ----- | ----- | ----- |
| 1 462 | 1 505 | 1 474 | 1 443 | 1 477 | 1 473 | 1 356 | 1 318 | 1 269 |

| 1901  | 1906  | 1911  | 1921  | 1926  | 1931  | 1936 | 1946 | 1954 |
| ----- | ----- | ----- | ----- | ----- | ----- | ---- | ---- | ---- |
| 1 261 | 1 227 | 1 177 | 1 108 | 1 191 | 1 066 | 993  | 963  | 879  |

| 1962 | 1968 | 1982 | 1990 | 1999 | 2006 | 2008 | 2013 | 2018 |
| ---- | ---- | ---- | ---- | ---- | ---- | ---- | ---- | ---- |
| 812  | 720  | 604  | 531  | 557  | 573  | 578  | 590  | 527  |

| 2022 | - | - | - | - | - | - | - | - |
| ---- | - | - | - | - | - | - | - | - |
| 516  | - | - | - | - | - | - | - | - |

### Manifestations culturelles et festivités
- Le Bricabrac de Mézilles est une gigantesque brocante qui se déroule depuis 1976[36] le deuxième week-end d’août, et attire chaque année plusieurs centaines d’exposants et des dizaines de milliers de visiteurs. Outre sa taille qui en fait une des plus grandes manifestations du genre en France, elle a la particularité d’inclure une ouverture nocturne le samedi soir.

- La fête des vins de Bourgogne, dont la 35e édition s'est tenue en février 2024[45]
- La fête Cheval et jardin, organisée par le Foyer rural et le comité d’animation de Mézilles, dont la 15e édition a eu lieu en mai 2024[46].

### Vie associative
De nombreuses associations animent la commune : pêche, gym, club des anciens (l'Âge d'Or Mézillois), club de marche, club de foot, chorale, golf miniature, club de pétanque…
Le foyer rural organise le bricabrac, la fête du jardin, et le festival de la caricature et du dessin de presse. Le comité d'animation s'occupe (entre autres) de la fête du cheval. Les associations coopèrent généralement entre elles pour les animations.

## Économie
Mézilles a une boulangerie-pâtisserie, un bar, une petite épicerie, une agence postale (dans la mairie), un salon de coiffure, deux restaurants, une auberge et des chambres d'hôtes[Quand ?].

### Centre d'élevage du domaine des Souches
Ce centre est le plus grand élevage de chiens destinés aux expérimentations animales des laboratoires de France et d'Europe,. Il est la cible de plusieurs opposants dont le collectif « Fermons le CEDS ». Selon ce collectif, l'élevage produirait 4 000 chiots chaque année de race Beagle et Golden Retriever. Il est également spécialisé dans l'élevage de chiens de race Golden Retriever développant spontanément et naturellement la myopathie de Duchenne (GRMD : Golden Retriever Myopathes de Duchenne). Seulement un chien sur quatre de la portée naît malade. Les chiens en bonne santé sont alors adoptés tandis que les chiens malades permettent de faire avancer les recherches sur la dystrophie musculaire de Duchenne (DMD). D'après le collectif « Fermons le CEDS », l'ensemble de ces chiens se reproduiraient délibérément porteurs de cette myopathie.

## Culture locale et patrimoine
Mézilles est labellisée "Cité de Caractère de Bourgogne Franche-Comté".

### Lieux et monuments
- l'église Saint-Marien  Inscrit MH (1976)[51] du 4e quart du XVe siècle, certaines parties du 1er quart du XVIe siècle, et qui dispose d'une belle voûte en bois restaurée, et d'un mobilier cultuel remarquable. Ses murs sont ornés de fresques anciennes ;

L'église Saint-Marien
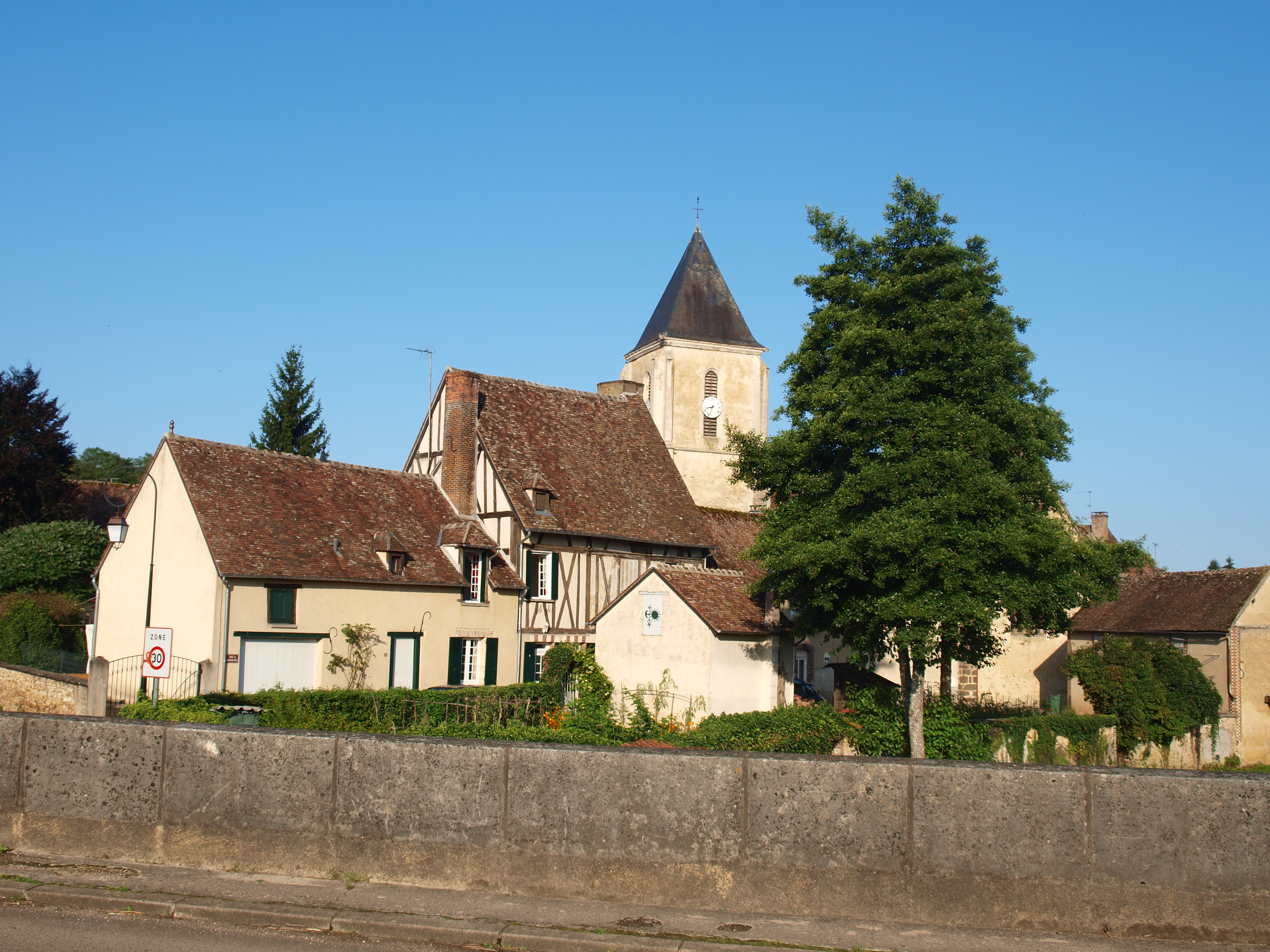
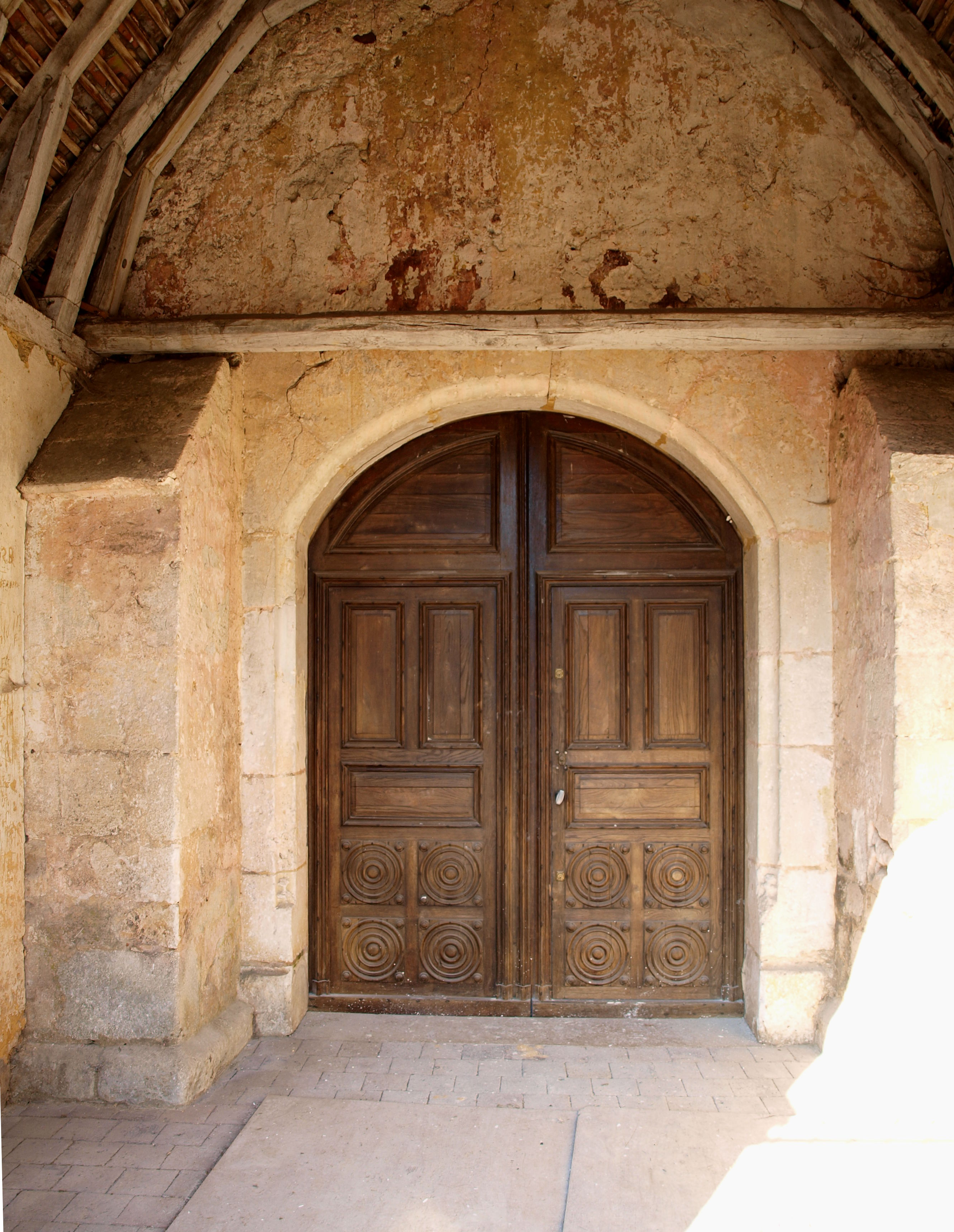
Le porche.
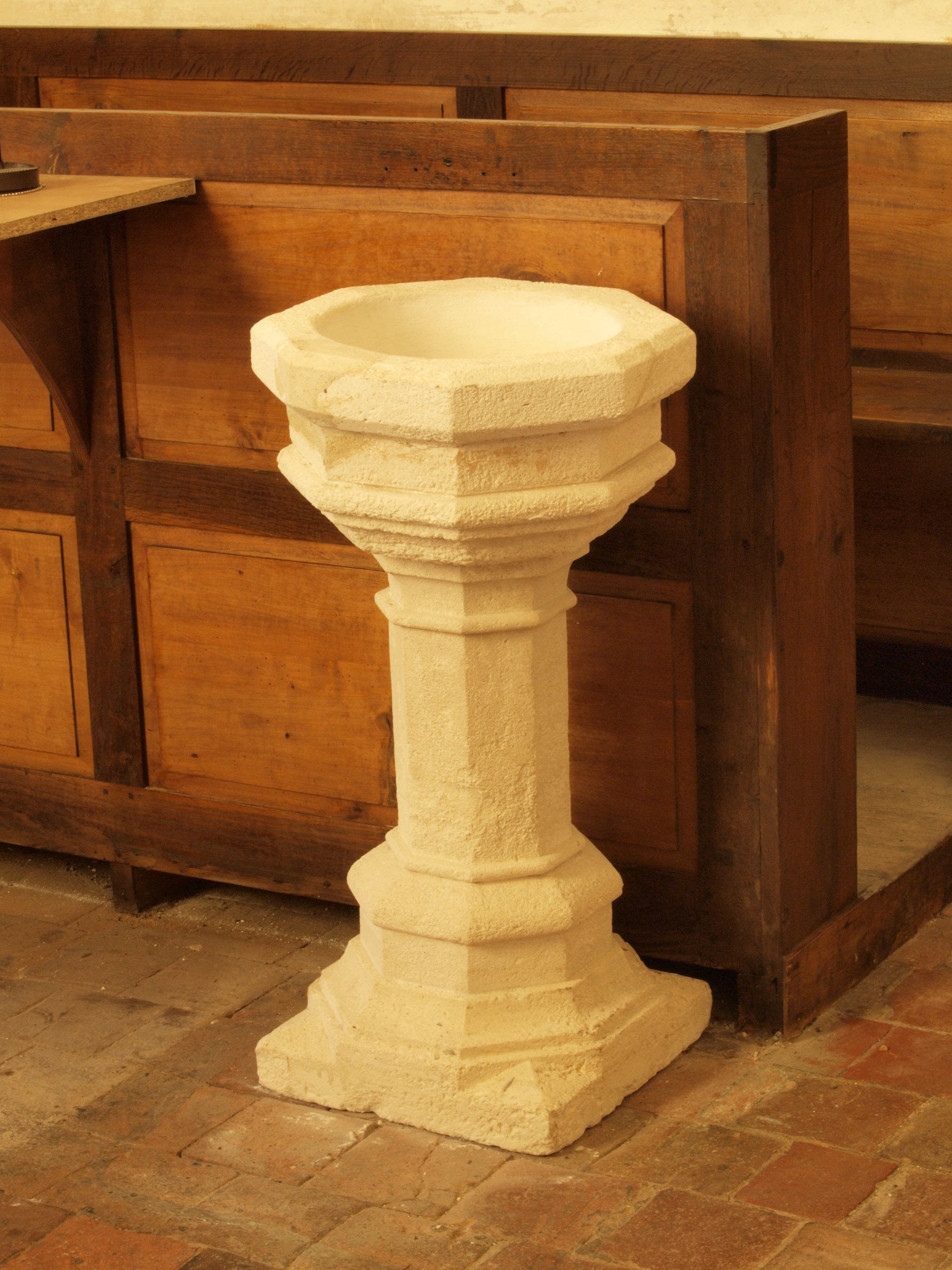
Les fonts baptismaux.
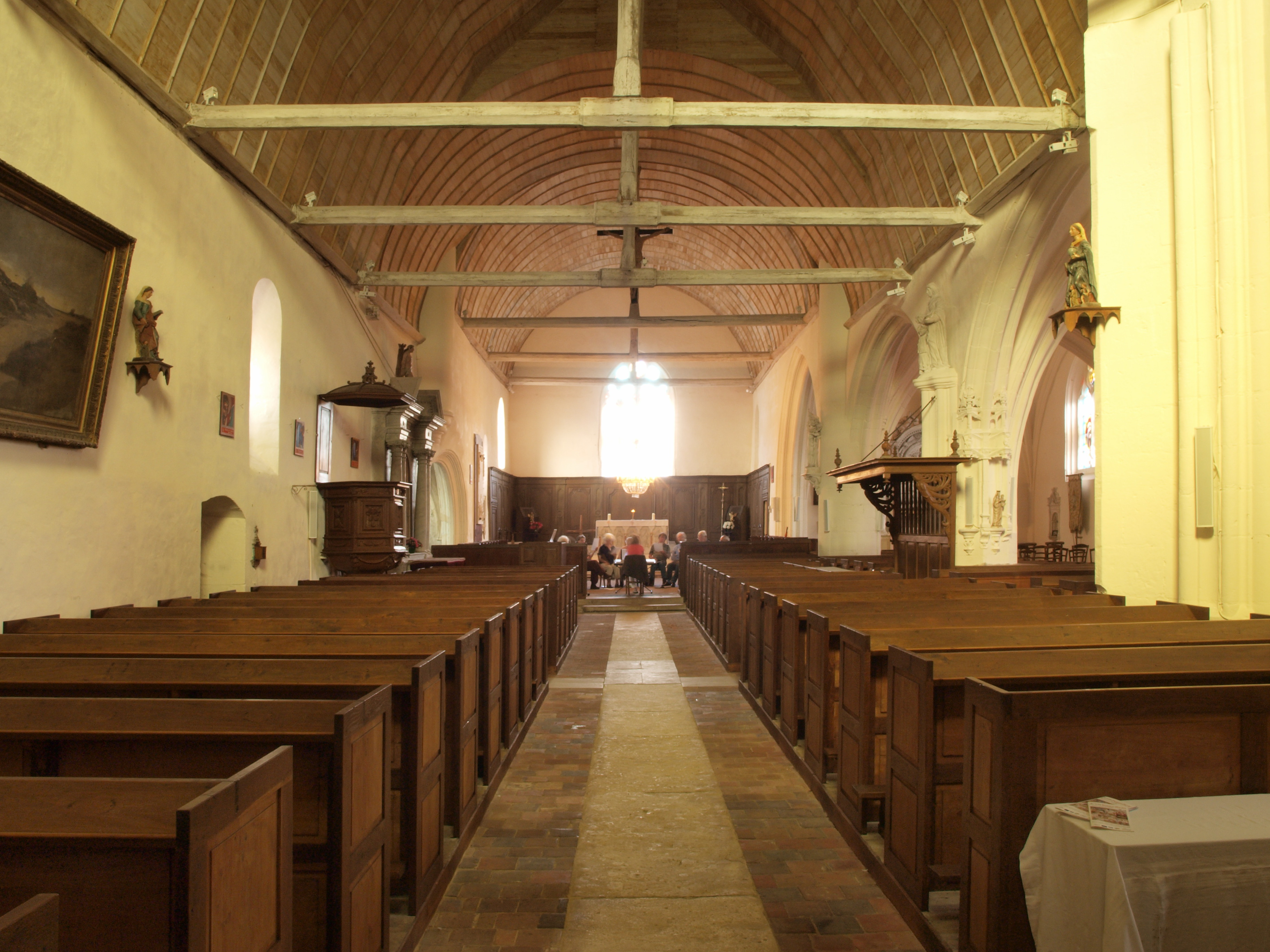
La nef.
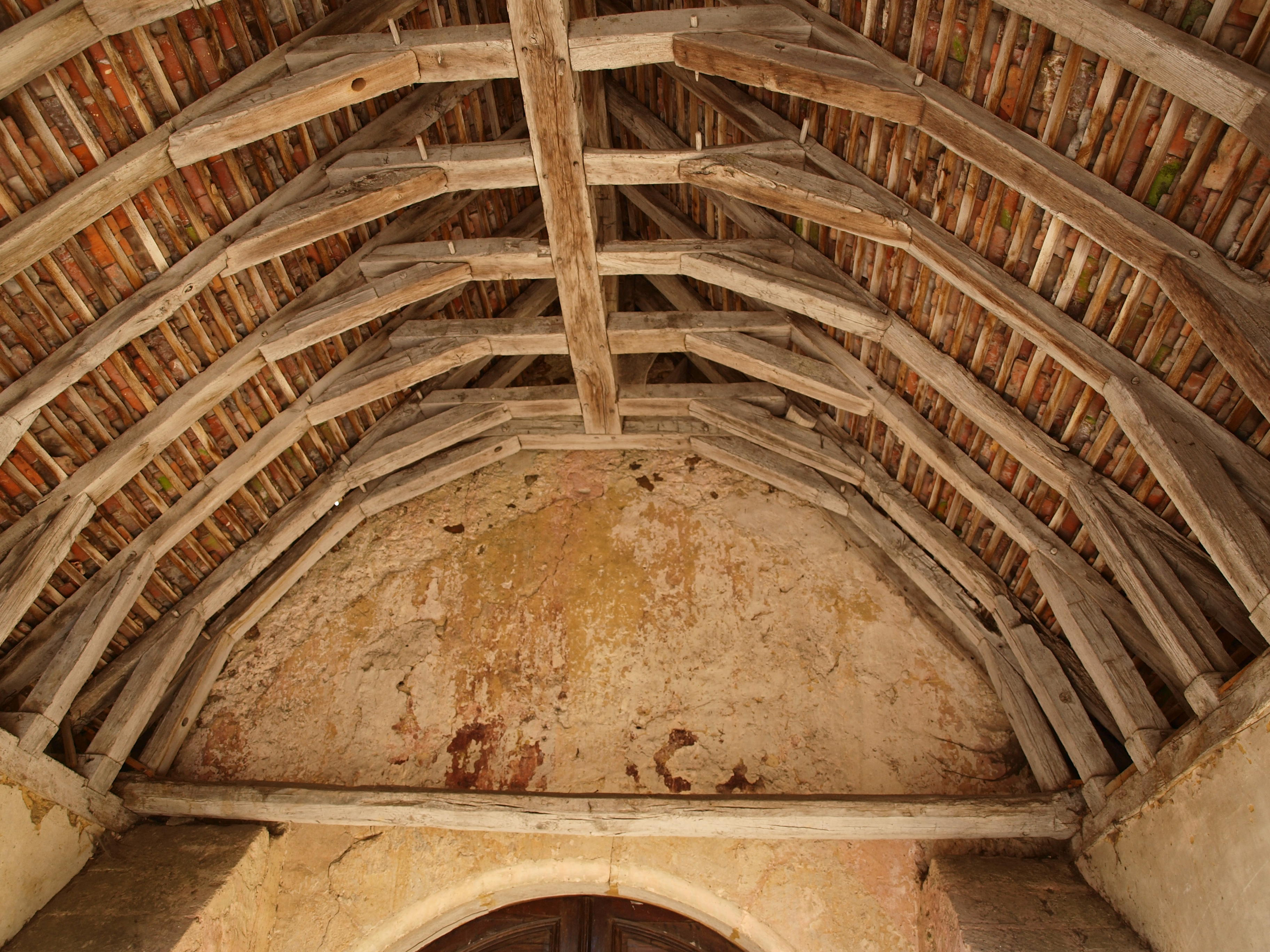
La voûte du narthex
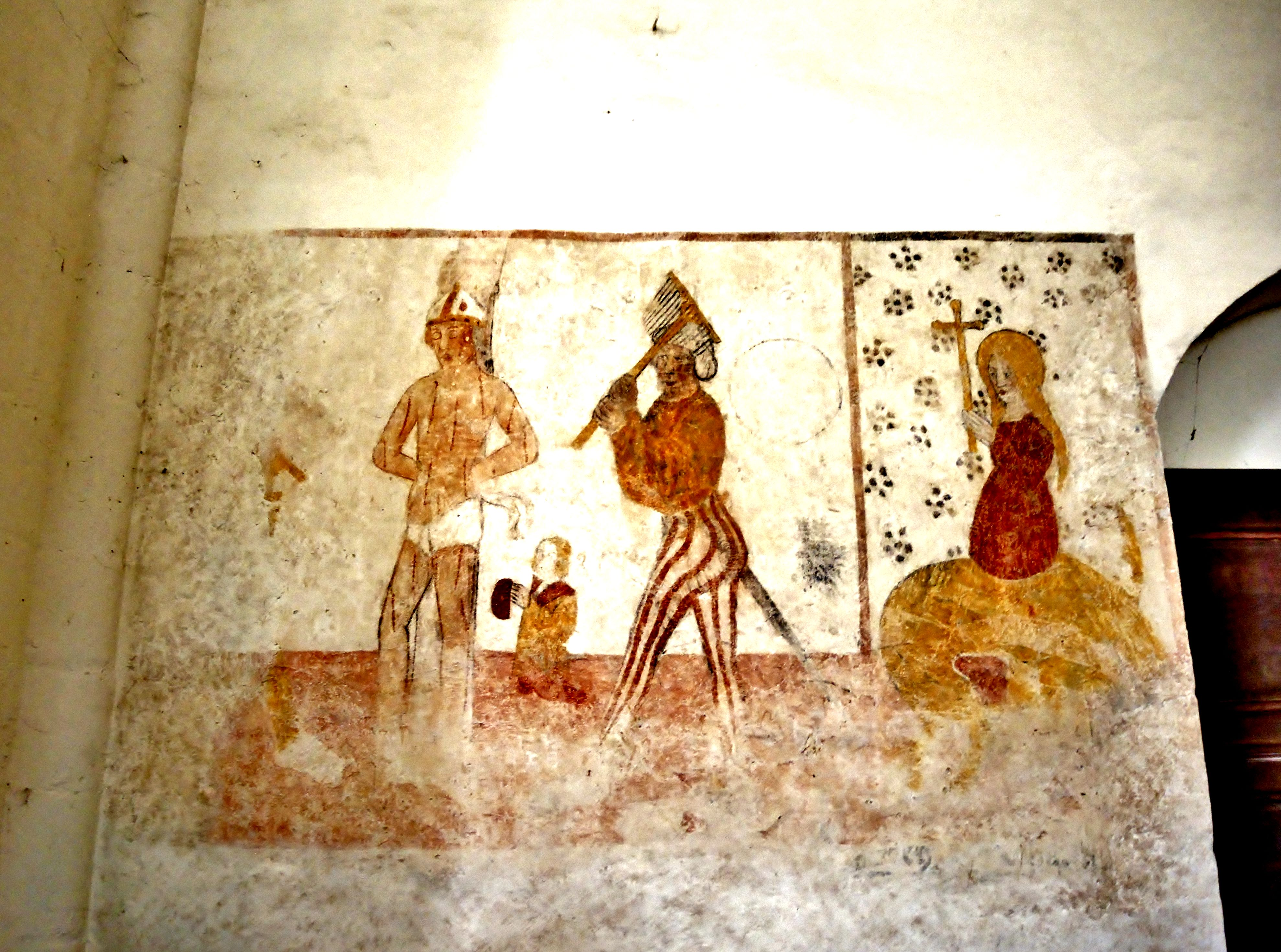
Fresque du martyre de Saint-Blaise.

- le château du Fort, sur les hauteurs du village  Inscrit MH (1996, Façades et toitures du château, des communs, du pigeonnier, de la chapelle ; douves et ancienne motte)[52] anciennement la Mothe de Nevoy puis le Fort d'Assigny. La chapelle date de 1575 et le château a été  construit  au XVIIe siècle (et remanié sous la Restauration) à l'emplacement d'une ancienne motte féodale arasée dont ne subsistent que les fossés ;
- Maison de bois, derrière l'église  Inscrit MH (1927)[53], du XVIe siècle.
- le Vieux Château, situé dans le centre du village, aurait appartenu à Anne de Beaujeu. Remembré au cours des siècles, il est habité depuis le XIXe siècle par les descendants de la famille Lavollée. Parmi ses dépendances, il compte un ancien pressoir en pierre de taille.
- le chalet Saint-Hubert, situé Route de Toucy, construit vers 1871 par le lieutenant-colonel Paulin Lavollée.
- le jardin Ribaudin situé dans la rue de l'Église (entre les deux bras du Branlin) le long de la RD 965, date du XIXe siècle. Il est irrigué par un réseau de canaux et a conservé la structure des jardins de l'époque : jardin d'agrément, verger, potager, pigeonnier, une île et une glacière (sur l'île). Il est bordé par le Branlin avec le lavoir communal, et par plusieurs lavoirs privés sur le bief qui alimente les canaux du jardin. Il a récemment été racheté et rénové par la commune.
- Le « vieux pont », du XIVe siècle avec le plus important et le plus fréquenté des quatre passages à gué de la commune, se trouve près du jardin Ribaudin, dans la rue du Vieux-Pont et sur le bras du Branlin le plus proche du centre-ville.
- Le Sentier de grande randonnée de pays Tour de Puisaye traverse la commune de part en part. Une variante de ce GRP se greffe dessus à Mézilles.
- Un chemin de petite randonnée est balisé sur 11 km.

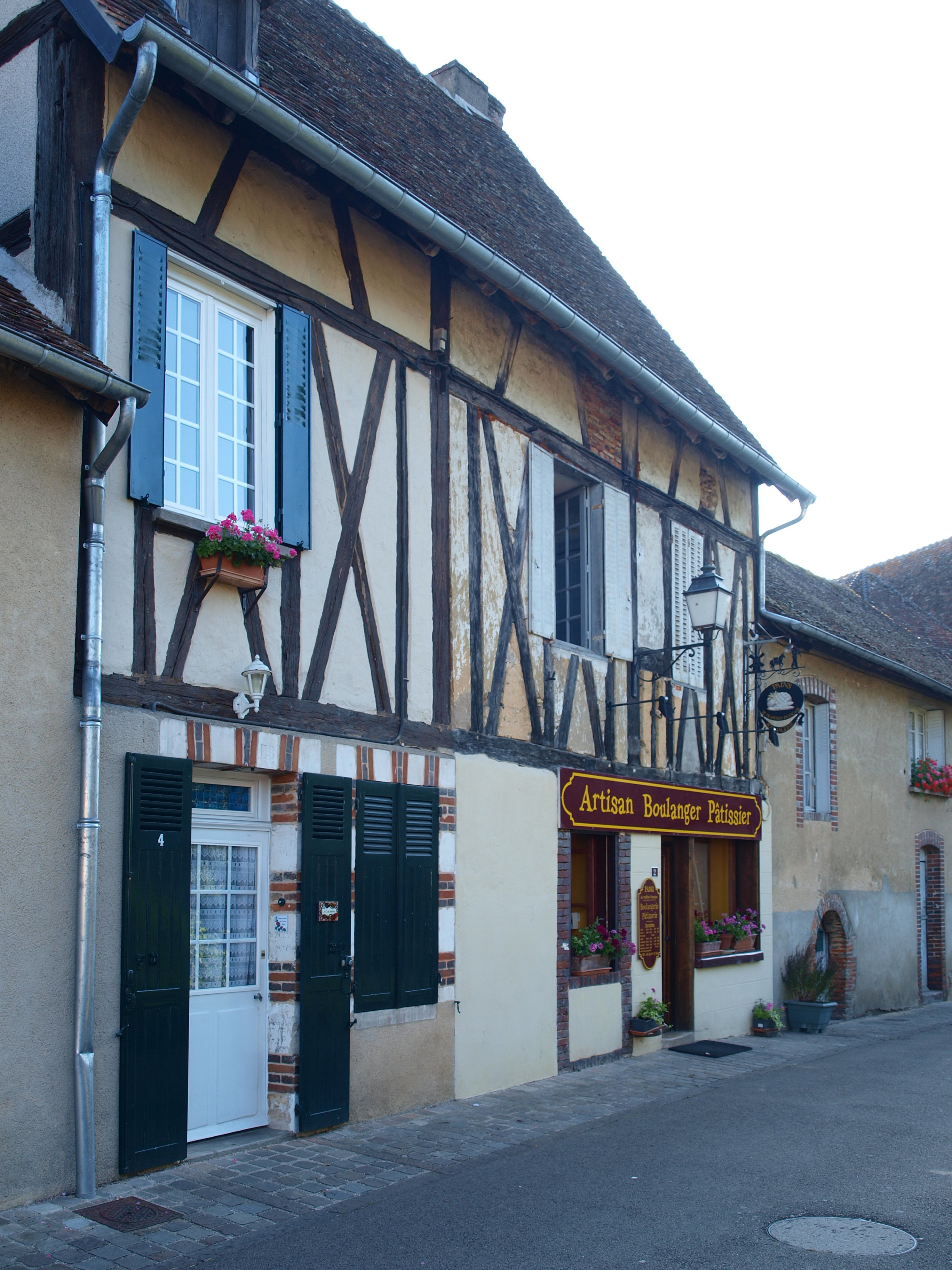
La Maison de bois, maison à colombages.
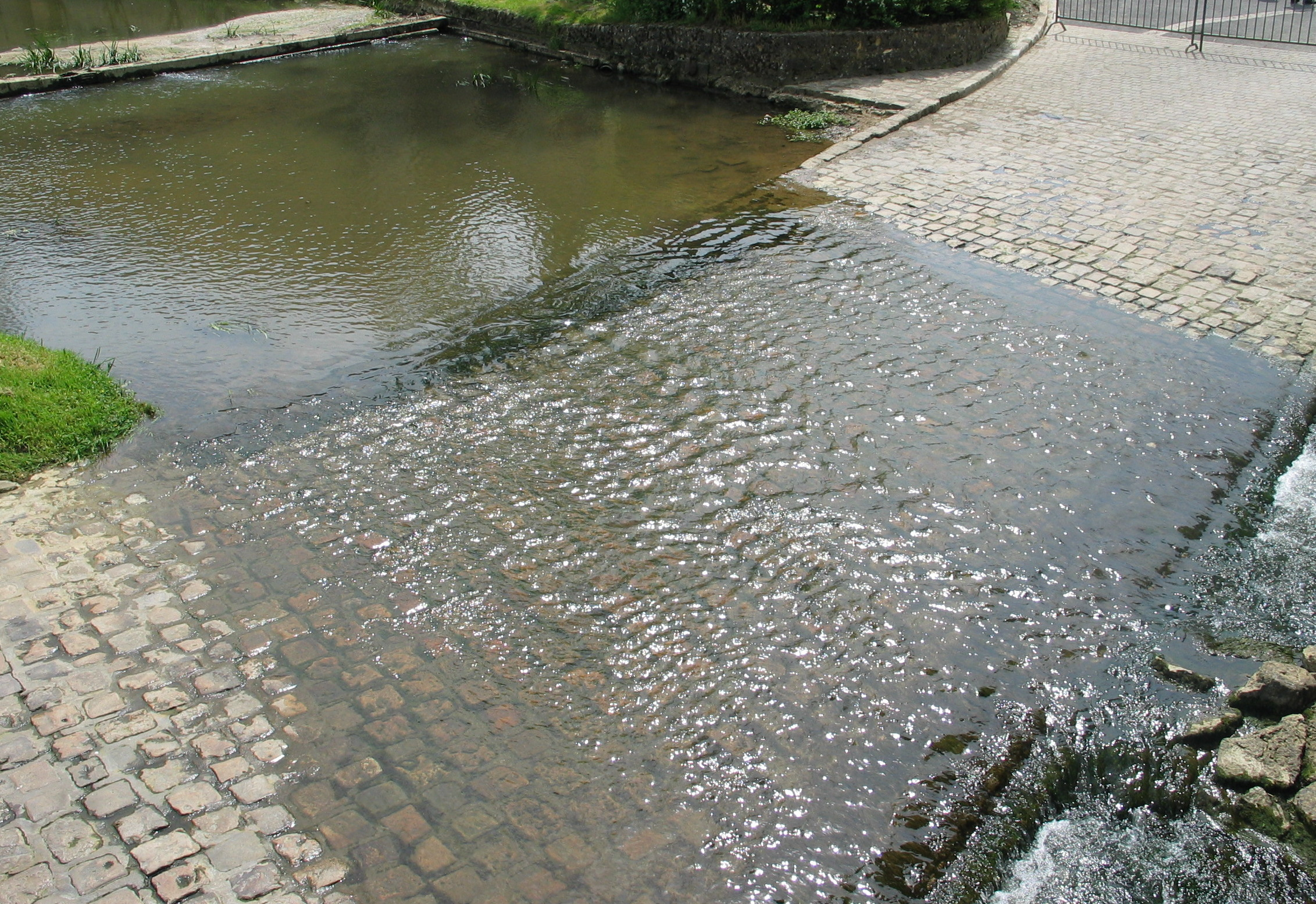
>Le gué carrossable du pont du XIVe siècle
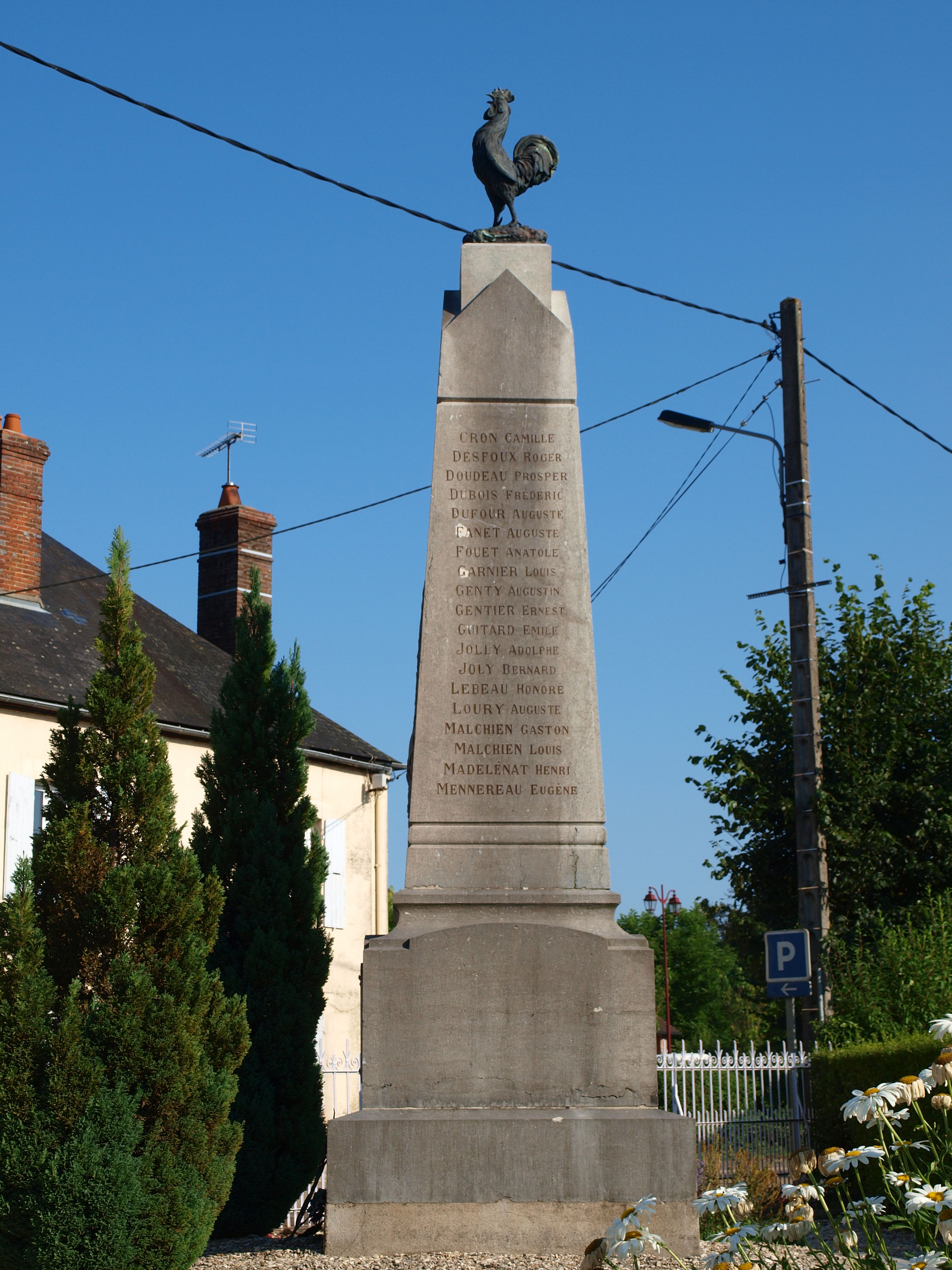
Le monument aux morts
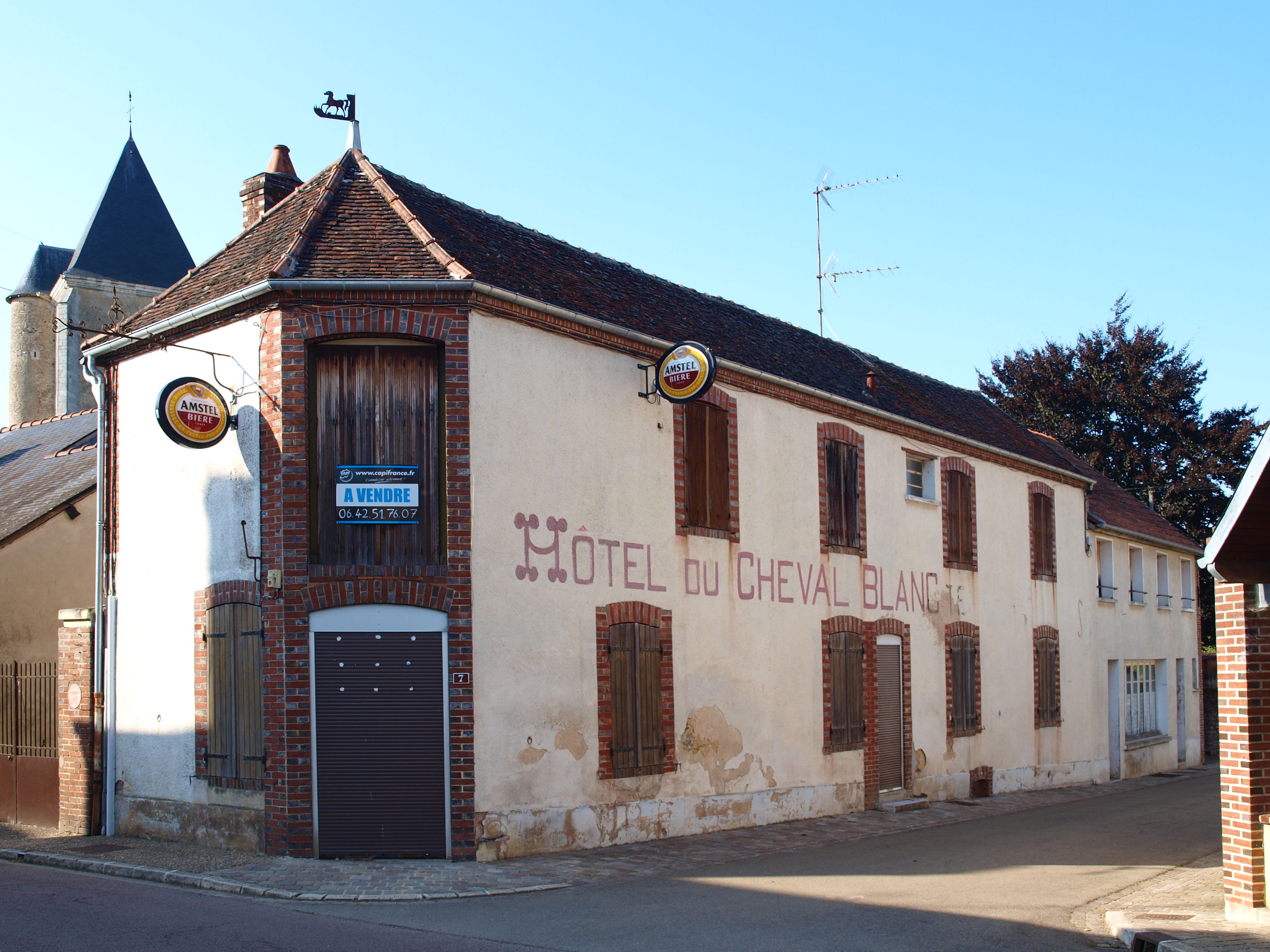
L'ancien hôtel du Cheval Blanc
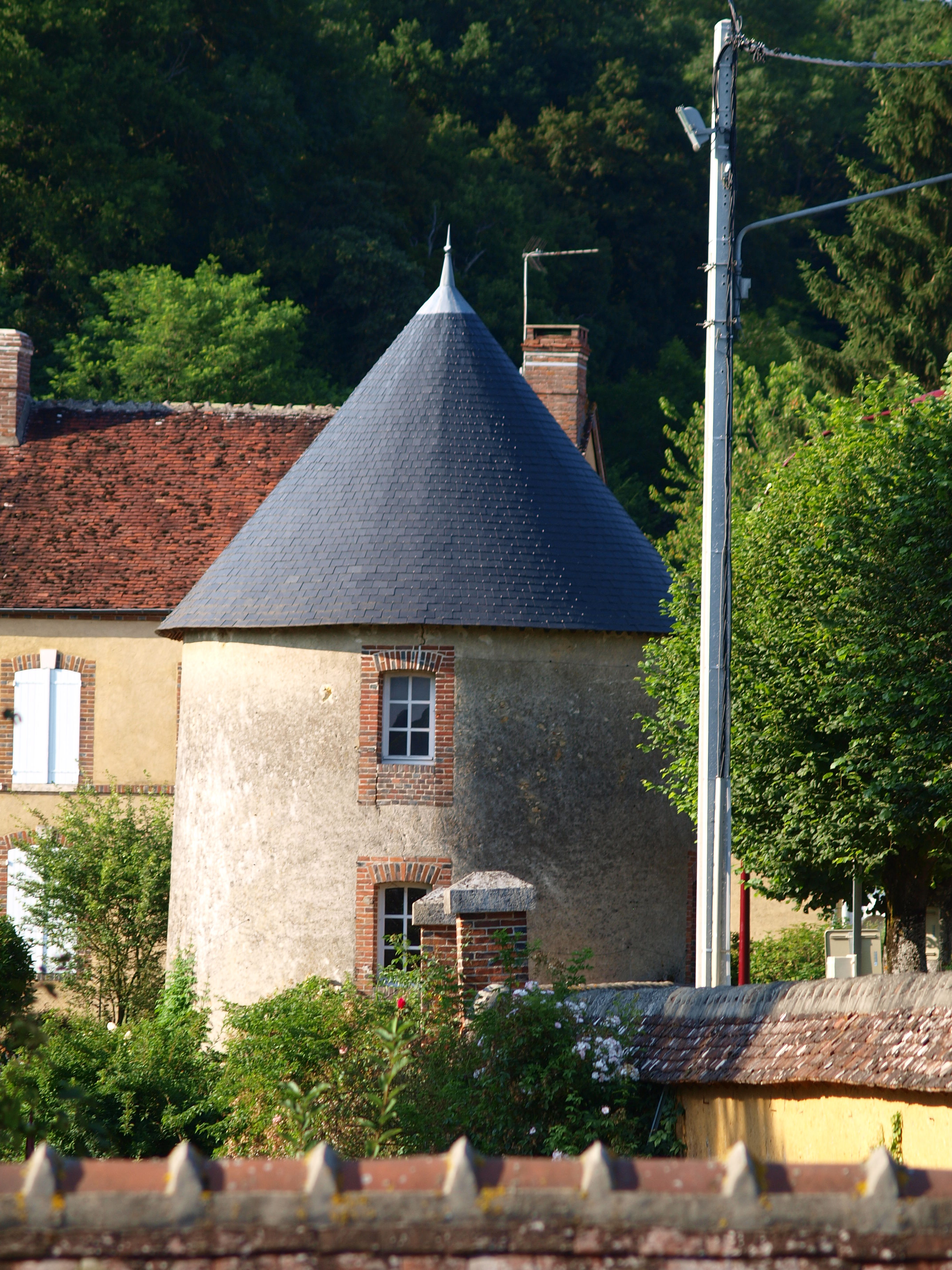
Maisons
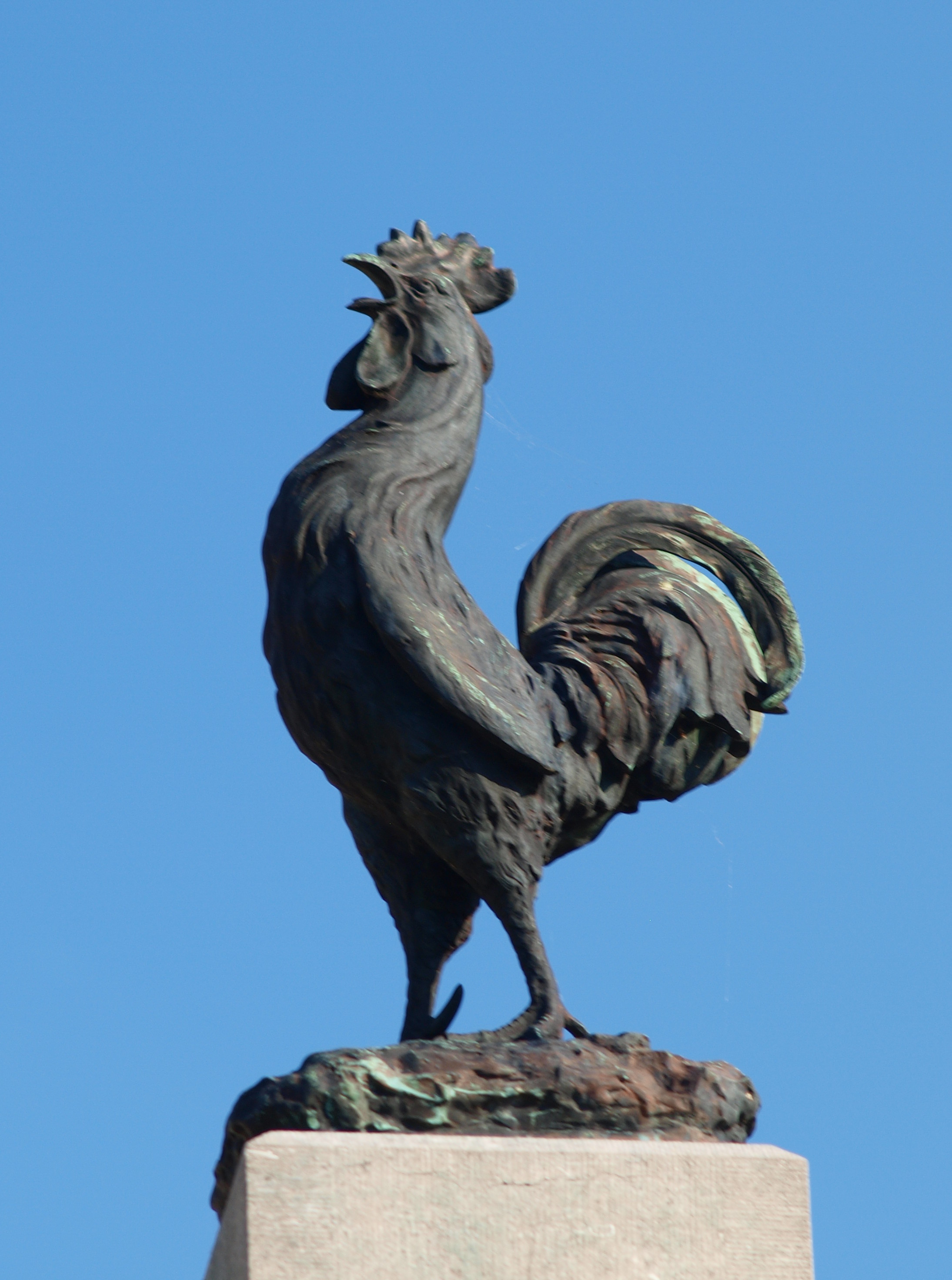
Le coq du monument aux morts
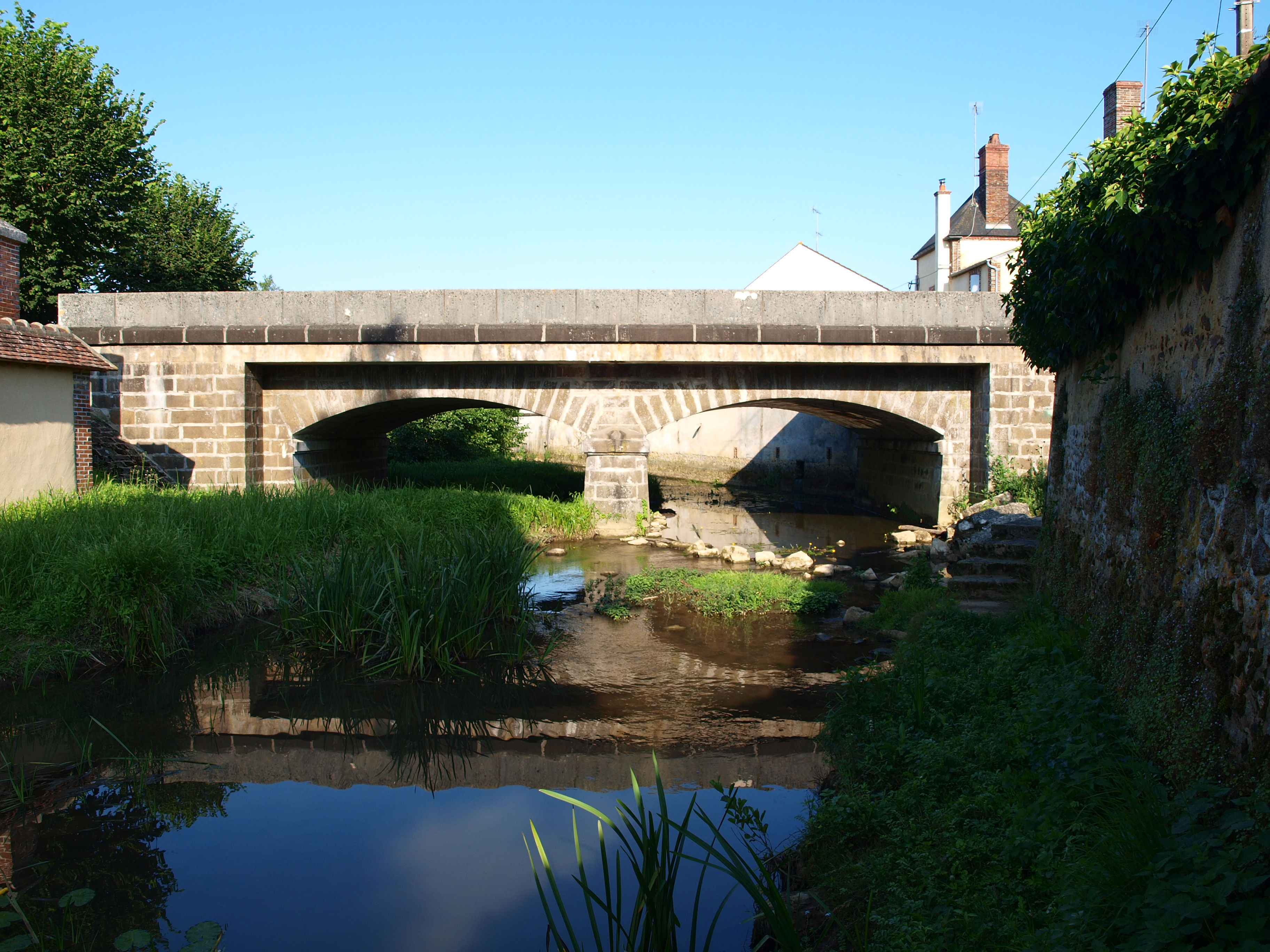
Le Branlin, près de la rue du Bief
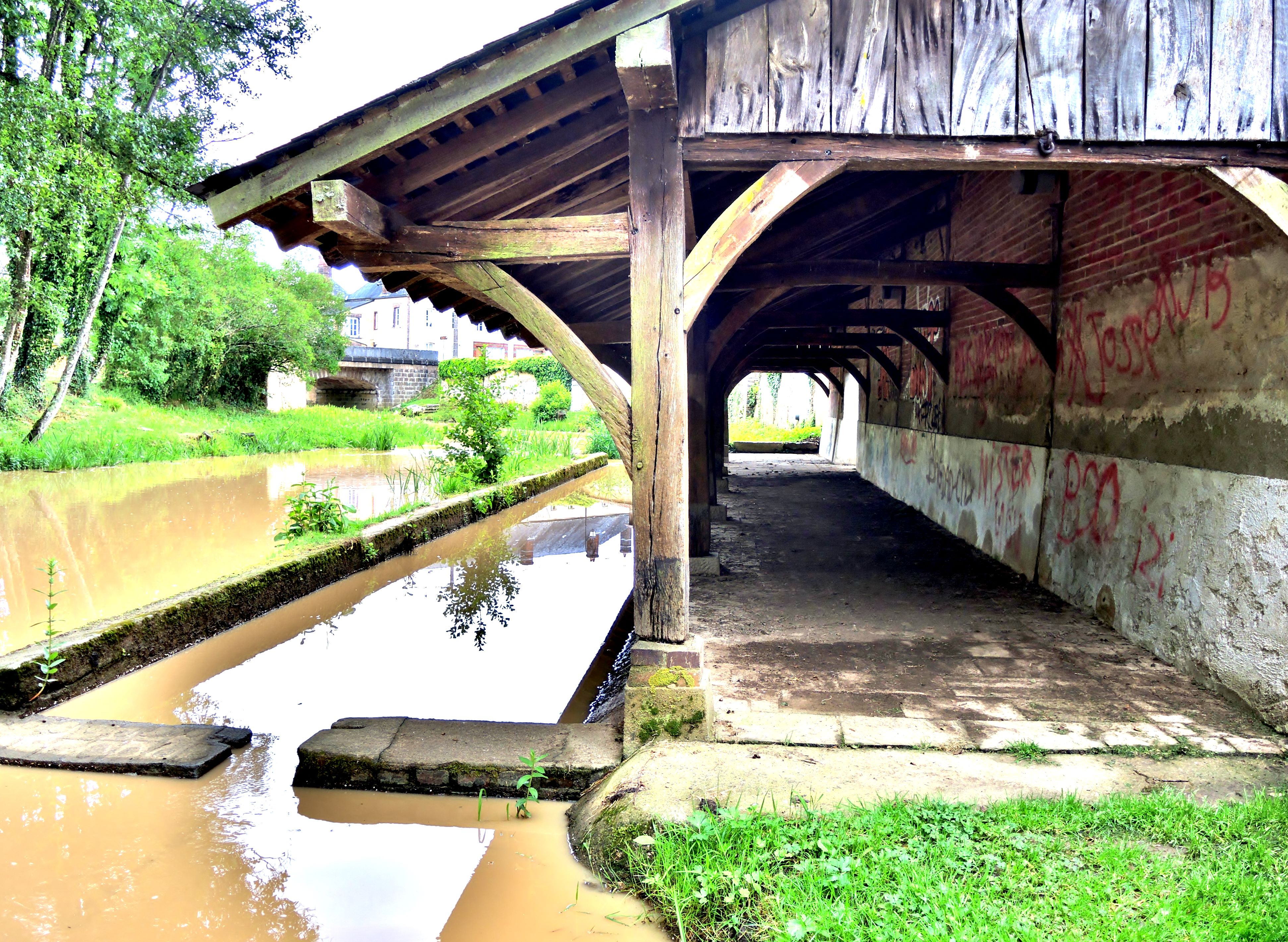
Lavoir sur le Branlin.

### Personnalités liées à la commune
- Marien de Combraille, saint vénéré en Combrailles et fêté le 19 septembre[54], serait né à Mézilles[55] ou à Bourges,[56].

- Edme Henri de Beaujeu (1741-1818), général des armées de la République, est né dans la commune.

## Pour approfondir